# Liste der Ortspyramiden im Erzgebirgskreis

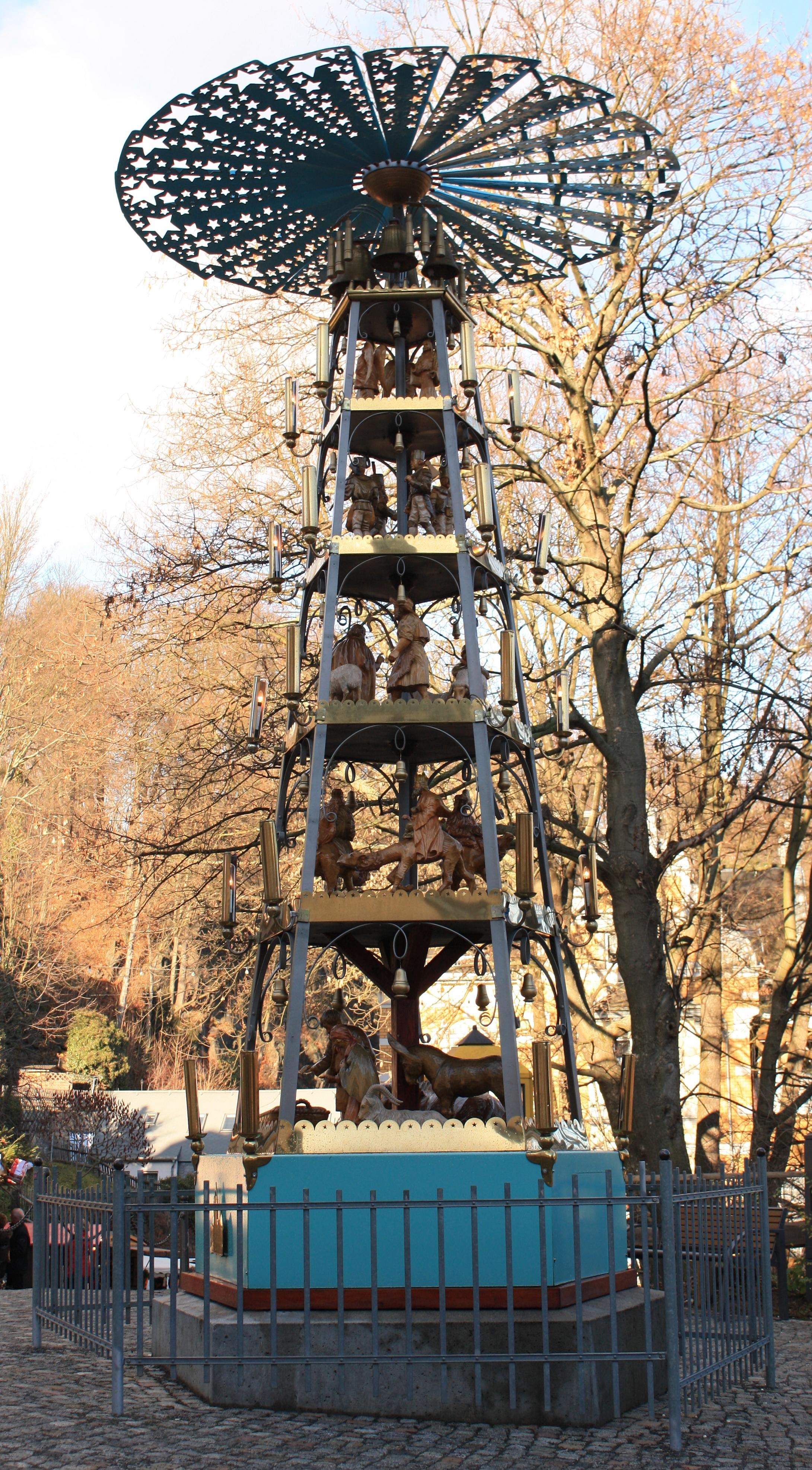
Älteste erhaltene Ortspyramide von 1934 in Schwarzenberg

Die Liste der Ortspyramiden im Erzgebirgskreis bietet einen Überblick der aktuellen und ehemaligen drehbaren Pyramiden in den Städten und Gemeinden des Erzgebirgskreises auf öffentlichen Plätzen. Die ursprünglich für den häuslichen Gebrauch angefertigten Weihnachtspyramiden sind fester Bestandteil des Brauchtums im sächsischen Erzgebirge und werden seit den 1930er Jahren auch als große Freilandpyramiden hergestellt. In vielen Orten wird jährlich das Pyramidenanschieben um den Ersten Advent feierlich begangen. Die meisten Pyramiden drehen sich bis Hochneujahr, in manchen Orten bis Lichtmess.

## Aktuelle Ortspyramiden
Die älteste erhaltene und noch in Betrieb befindliche Ortspyramide, die Krauß-Pyramide, wurde 1935 in Schwarzenberg aufgestellt, war aber zuvor bereits 1934 anlässlich der Krippenschau in Aue das erste Mal gezeigt worden. Daraufhin ließ sich die Stadt Aue eine eigene Pyramide anfertigen und stellte diese 1936 auf dem Marktplatz auf; sie ist weiterhin im Einsatz.
Die folgende Tabelle bietet einen Überblick über die in den Grenzen des Erzgebirgskreises existierenden Großpyramiden, die von den Städten und Gemeinden, mit deren Genehmigung bzw. auf deren Initiative auf kommunalem Grund aufgestellt wurden.
| Abbildung                                    | Ort                                    | Standort | Baujahr            | Geschichte |
| -------------------------------------------- | -------------------------------------- | --- | ------------------ | --- |
| Ortspyramide Adorf/Erzgeb.                   | Adorf/Erzgeb. (Neukirchen/Erzgeb.)     | Schule 50° 45′ 5″ N, 12° 52′ 44″ O | 2008               | Angeregt wurde der Bau einer Pyramide bereits 2005 vom Adorfer Verein für Orts- und Heimatgeschichte. Die 6,4 Meter hohe Stabpyramide, mit einem Flügelraddurchmesser von drei Metern, verfügt über vier Drehteller mit mehr als 20 bis zu 80 Zentimeter hohen Figuren. Die Haube unter dem Flügelrad ist in ihrer Gestalt der Bogenarchitektur der Adorfer Schule und dem Wasserschloss Klaffenbach nachempfunden. Auf den vier Ebenen sind verschiedene Themen dargestellt: zuunterst die Ortsgeschichte, wozu Siedler und auch ein Mönch gehören, da die Entwicklung Adorfs eng mit dem Kloster Chemnitz verknüpft war. Darüber wird die Weihnachtsgeschichte gezeigt. Auf dem dritten Teller symbolisieren die Figuren ortstypisches Handwerk und Gewerbe und auch ein Weihnachtsmann ist zu sehen. Zuoberst dreht eine Kurrende ihre Runden. Alljährlich um den 1. Advent ziehen Menschen, die sich wie die Pyramidenfiguren kostümieren, auf einem Mannelmarsch begleitet vom Feuerwehr-Musikzug vom Gasthof zur Pyramide und danach wird diese angeschoben. Dieses Fest zieht jährlich hunderte Gäste aus der Umgebung an. |
| Ortspyramide Affalter                        | Affalter (Lößnitz)                     | am ehemaligen Rathaus 50° 38′ 33″ N, 12° 45′ 20″ O                                                                                                  | 1997               | Die 5,5 Meter hohe Pyramide ist in ihrer Gestalt einer Mühle nachempfunden, da es in der Vergangenheit in Affalter sieben Mühlen gegeben hat. Die Figuren spiegeln die ortstypischen Gewerke wider. Die Pyramide ist ganzjährig aufgestellt. Zum Schutz vor Witterung sind die Figuren hinter Glas. Die untere Etage ist mit geschnitzten und die obere mit gedrechselten Figuren bestückt. |
| Ortspyramide Albernau                        | Albernau (Zschorlau)                   | Anton-Günther-Platz 50° 32′ 54″ N, 12° 39′ 33″ O | 1984               | Die 3,75 Meter hohe Pyramide mit einem Flügelkranz von 3 Meter im Durchmesser wurde nach Ideen der Albernauer Kulturbundgruppe hergestellt. Baumeister Dietrich Bauer und ein ortsansässiger Drechsler fertigten das Gehäuse und die Holzfiguren. Das Bauwerk stilisiert in bergbaulicher Tradition eine Kaue. Mit dem Drehteller bewegt sich eine Bergparade. In einer Nische ist die Heilige Familie mit dem Jesuskind dargestellt, in einer zweiten sind Förster und Pilzsucher zu sehen. – Eine anonyme Spende um das Jahr 2005 und die ehrenamtliche Arbeit einiger Bürger ermöglichten die umfassende Restaurierung der Pyramide. Die Holzdrechselei Mothes erneuerte das Bauwerk und die Figuren, die Dachdeckerei Karl Ludwig Müller verkleidete die Pyramide mit Naturschiefer. – Die Pyramide wird vom Vorsitzenden des Albernauer Erzgebirgszweigvereins Karl Espig und seiner Frau Anneliese betreut. |
| Ortspyramide Alberoda                        | Alberoda (Aue-Bad Schlema)             | Vor dem früheren Schulgebäude in der Alberodaer Straße 155 50° 37′ 1″ N, 12° 42′ 31″ O                                                              | 2017               | Diese Pyramide entstand auf Initiative des Geflügelzüchter- und Heimatvereins Aue-Alberoda e. V. vollständig neu. Am 3. Dezember 2017 erfolgte das symbolische Pyramidenanaschieben. Die dreietagige Pyramide ist ca. 5 Meter hoch und wurde von der Tischlerei Theo Süß aus Lauter-Bernsbach aus Lärchen- und Fichtenholz gefertigt. Zwölf Figuren, die der Bildhauer Detlef Jehn aus Lindenholz geschnitzt hat, drehen sich unter zwölf elektrischen Lichtern. Sie stellen Bauer, Bäuerin und einen Hahn dar (unterer Figurenteller), drei Bergleute in ihrem Feiertagshabit (mittlerer Teller) und drei Engel (oberer Teller). Der Geflügelzüchter- und Heimatverein hat sich verpflichtet, Reparaturen und Instandsetzungsarbeiten selbst zu übernehmen. Nach der Weihnachtszeit wird die Pyramide mit vier Holztafeln abgedeckt, auf denen sich vier Personen mit historischen ortstypischen Tätigkeiten (Bergmann, Bäuerin, Handwerker) befinden. |
| Ortspyramide Annaberg (Markt)                | Annaberg (Annaberg-Buchholz)           | Markt 50° 34′ 48″ N, 13° 0′ 8″ O | 1992               | Die erste Annaberger Marktpyramide von 1969 wurde 1991 letztmals aufgebaut. Die aktuelle Pyramide ist eine dreietagige, 10,5 Meter hohe Stabpyramide. Die aus Lindenholz geschnitzten 85 bis 105 cm großen Figuren stellen u. a. Persönlichkeiten dar, die mit der Stadtgründung bzw. derer wirtschaftlichen Entwicklung eng verbunden waren. Darunter Adam Ries, Barbara Uthmann, Herzog Georg, Heilige Katharina, Georgius Agricola, Heilige Anna, Daniel Knappe, Bergmann in Paradetracht, Hauer, Rutengänger, Schmelzer, Heimarbeiter, Verleger und Posamentiermeister und -meisterin. Im Sockel befinden sich vier geschnitzte Reliefs, die zusammen mit den drei Engeln der oberen Etage die christliche Weihnachtsgeschichte darstellen. |
| Ortspyramide Annaberg (Köselitzplatz)        | Annaberg (Annaberg-Buchholz)           | Köselitzplatz 50° 34′ 35″ N, 13° 0′ 31″ O | 1978               | Dreietagige, Stabpyramide mit gedrechselten, farbig lackierten Figuren untere Etagen: Bergmänner des historischen Bergbaus; mittlere Etage: ortstypische Berufe; obere Etage: Wintersportler Die Ortspyramide am Annaberger Köselitzplatz ist die erste von sechs baugleichen, dreietagigen Stabpyramiden mit einer Höhe von 3,70 m ohne Sockel, die zwischen 1978 und 1990 entstanden. Die weiteren Pyramiden befinden sich in Buchholz (1979 erbaut), in Magdeburg (1979 erbaut), in Annaberg am Barbara-Uthmann-Ring (1983 erbaut), in Kleinrückerswalde (1983 erbaut) und in Weiden in der Oberpfalz (1990 erbaut). |
| Ortspyramide Annaberg (Barbara-Uthmann-Ring) | Annaberg (Annaberg-Buchholz)           | Barbara-Uthmann-Ring, Nähe Parkplatz an der B95 50° 35′ 35″ N, 13° 0′ 30″ O                                                                         | 1983               | Dreietagige, Stabpyramide mit gedrechselten, farbig lackierten Figuren alle drei Etagen: Bergmänner des historischen Bergbaus Die Ortspyramide am Annaberger Barbara-Uthmann-Ring ist die fünfte von sechs baugleichen, dreietagigen Stabpyramiden mit einer Höhe von 3,70 m ohne Sockel, die zwischen 1978 und 1990 entstanden. Die weiteren Pyramiden befinden sich in Annaberg am Köselitzplatz (1978 erbaut), in Buchholz (1979 erbaut), in Magdeburg (1979 erbaut), in Kleinrückerswalde (1983 erbaut) und in Weiden in der Oberpfalz (1990 erbaut). |
| Ortspyramide Antonshöhe                      | Antonshöhe (Breitenbrunn/Erzgeb.)      | Am Rondell 50° 29′ 42″ N, 12° 46′ 4″ O | 2001               | Die etwa fünf Meter hohe Pyramide in Form des Förderturms einer Schachtanlage stellt die Bergbautradition des 1950 im Zuge des Bergbaus gegründeten Ortes dar. Finanziert wurde sie mit Erlösen aus der 50-Jahr-Feier des Ortes, mit Fördermitteln sowie mit Spenden von Bürgern und Freunden des kleinen Ortes. Auf der unteren Etage sind Bergmänner aus den Zeiten des Altbergbaus und der Wismutzeit zu sehen. Die beiden oberen Etagen zeigen Figuren aus dem Alltagsleben und der Geschichte des Orts: Skifahrer, Feuerwehrmann und Gäste des Nachtsanatoriums Antonsthal (mittlere Etage), sowie Wanderer, Pilzsammlerin und Junge mit Ball (obere Etage). |
| Ortspyramide Antonsthal                      | Antonsthal (Breitenbrunn/Erzgeb.)      | Kreuzung Talstraße und Jägerhäuser Straße 50° 30′ 7″ N, 12° 45′ 27″ O                                                                               | 1972               | Vieretagige Stufenpyramide mit einer Höhe von 4 Metern. Die gedrechselten und bemalten Figuren drehen sich zum Klang von Glöckchen, auch Wächter genannt, die durch die Pyramidenflügel angeschlagen werden. Auf der unteren Etagen befinden sich Engel, Bergmann, Nussknacker, Weihnachtsmann und Bäume. Die zweite Etage ist mit Figuren ortstypischer Berufe bestückt. Die dritte Ebene ist mit Bergmännern und die oberste Etage mit einer Kurrende besetzt. |
| Ortspyramide Arnsfeld                        | Arnsfeld (Mildenau)                    | vor der Schule 50° 34′ 38″ N, 13° 7′ 4″ O | 1972               | Die 5,5 Meter hohe Stabpyramide ist das Werk der ortsansässigen Schnitzgemeinschaft. Eine Besonderheit sind die Drehteller der Pyramide, welche aus unterschiedlich großen Wagenrädern bestehen. Die Figuren sind den landwirtschaftlichen Wurzeln des Ortes angepasst. Neben den für das Erzgebirge typischen Figuren finden sich z. B. eine Melkerin und ein Waldarbeiter. |
| Ortspyramide Aue                             | Aue (Aue-Bad Schlema)                  | Altmarkt 50° 35′ 10″ N, 12° 42′ 10″ O | 1935, am 1. Advent | Siebenetagige, sieben Meter hohe Stockwerkspyramide. Das Gestell wurde von der ortsansässigen Schlosserei Eilers aus Blech gefertigt, am Sockel befand sich diese Inschrift: „Dieses Werk wirbt für den Gedanken ‚Heimat-Winterhilfe‘“. Sie steht rückblickend symbolisch für die in der Vergangenheit bedeutende Blechherstellung in der Region Aue-Schwarzenberg. Die Figuren wurden in Seiffen gedrechselt. – Zur Weihnachtszeit 1958/59 wurde die Pyramide erstmals nach dem Zweiten Weltkrieg wiederaufgestellt und erhielt dafür neu gedrechselte Figuren – abermals aus Seiffen. Seit 1972 betreut der Schnitzverein an der Linde Aue-Neudörfel e. V. die Pyramide; 1973 erhielt sie ihren heutigen Standort. Die Motive sind u. a. Bergaufzug, Wismutbergleute, Kaninchenzüchter, Händler, Pilzsucher und Tourist. Nachdem zur Weihnachtszeit 1992/93 alle Figuren auf dem untersten Teller l zum Opfer fielen, fertigten 1993 die Mitglieder des Schnitzvereins elf Figuren für ein bislang fehlendes Motiv mit Christi Geburt im Stall. In diesem Zusammenhang wurde auch die gesamte Pyramide restauriert und dabei insgesamt 23 Figuren, eingeschlossen des untersten Drehtellers, neu aufgestellt. Im Jahr 2009 erfolgte die bislang letzte Generalüberholung. |
| Ortspyramide Auerbach                        | Auerbach                               | Rathaus 50° 41′ 14″ N, 12° 54′ 48″ O | 1970               | Dreietagige Stabpyramide, geschaffen vom örtlichen Schnitzverein. |
| Ortspyramide Bad Schlema                     | Bad Schlema (Aue-Bad Schlema)          | Hauptstraße/Lindenweg 50° 36′ 40″ N, 12° 40′ 41″ O                                                                                                  |                    | Vieretagige Stockwerkspyramide |
| Ortspyramide Bärenstein                      | Bärenstein                             | Sächsischer Platz 50° 29′ 55″ N, 13° 1′ 41″ O |                    | Dreietagige, fünf Meter hohe Stabpyramide in Form eines Pferdegöpels. Auf der obersten Etage dreht das Wappentier – ein Bär – seine Runden. Weiterhin befinden sich auf dieser Etage ein Förster und ein Baum. Auf der mittleren Etage stehen vier Figuren des dörflichen Lebens. Auf der unteren Etage befinden sich fünf Bergleute. |
| Ortspyramide Beierfeld                       | Beierfeld (Grünhain-Beierfeld)         | August-Bebel-Straße 50° 33′ 50″ N, 12° 47′ 23″ O | 1987               | Dreietagige, sieben Meter hohe Pyramide, deren Grundform auf einen Förderturm deutet. Der Entwurf stammt vom damaligen künstlerischen Leiter der örtlichen Schnitzgruppe, Malermeister Kurt Horke aus dem Jahr 1982/83. Auf den drei Tellern sind ortstypische Figuren aus der Beierfelder Geschichte zu finden. Auf der oberen Etage Bauer mit Bullen, Bäuerin mit Korn und Hütejunge. Die mittlere Etage ist den Bergleuten, Hüttenarbeitern und Werktätigen der Beierfelder Blechwarenindustrie gewidmet. Die unterste Ebene ist mit einer festen Innengestaltung und umlaufendem Teller versehen. Der feststehende Teil zeigt eine Löffelschmiede sowie eine Wohnküche mit Klöpplerin, Schnitzer und einer Wiege. Auf dem Teller drehen Stollenfrau, Mann mit Weihnachtsgans, Christbaumholer, Junge mit Bergmann und Mädchen mit Engel ihre Runden. Die vier Gauben im Turmkopf tragen Ortswappen. |
| Ortspyramide Bermsgrün                       | Bermsgrün (Schwarzenberg/Erzgeb.)      | Gemeindestraße 50° 31′ 36″ N, 12° 46′ 28″ O (vorher am Gemeindeamt)                                                                                 | 1991               | Das um 1958 aufgestellte Vorgängermodell war bereits 1980 nicht mehr existent. Das jetzige Pyramidenhaus wurde 1991 vom örtlichen Schnitzverein und seinem damaligen Leiter Harry Schmidt erbaut. |
| Ortspyramide Bernsbach                       | Bernsbach (Lauter-Bernsbach)           | Rathaussteig 50° 34′ 34″ N, 12° 46′ 19″ O | 1968               | Dreietagige, vier Meter hohe Stockwerkspyramide. Geschaffen von der örtlichen Schnitzgemeinschaft. |
| Ortspyramide Blauenthal                      | Blauenthal (Eibenstock)                | Gewerbepark 50° 30′ 52″ N, 12° 37′ 29″ O | 2006               | Der Entwurf der 4,8 Meter hohen Pyramide stammt vom bekannten Schnitzer Siegfried Oeser und stellt eine Doppelkaue dar. In der großen Kaue befinden sich 30 bis 80 Zentimeter hohe geschnitzte Lindenholzfiguren, die eng mit der wirtschaftlichen Entwicklung des Ortes verbunden sind. Darunter Forellenfischer, Steinmetz, Waldarbeiter und Wünschelrutenträger. In der oberen Ebene der großen Kaue dreht ein Engelschor seine Runden. In der kleinen Kaue ist die Sage vom Graaen Mannl als Standbild dargestellt. – Außerhalb der Weihnachtszeit sind die Figuren abgebaut und eingelagert. |
| Ortspyramide Blumenau                        | Blumenau (Olbernhau)                   | Gemeindeamt 50° 40′ 6″ N, 13° 17′ 56″ O | 1979               | Stabpyramide, ca. 4,50 m. Auf zwei Drehtellern wird in Anlehnung an die örtliche Spielzeugindustrie überdimensionales Holzspielzeug gezeigt. |
| Ortspyramide Bockau                          | Bockau                                 | Hauptstraße 50° 32′ 23″ N, 12° 41′ 14″ O | 1993               | Dreietagige, 5,2 Meter hohe Pyramide in Form eines Pferdegöpels. Die Figuren auf dem unteren Drehteller messen 80 Zentimeter, auf dem mittleren 60 Zentimeter und auf dem oberen 40 Zentimeter. Die untere Szene stellt Christi-Geburt dar, auf dem mittleren Teller sind historische Bockauer Originale und auf dem oberen Teller regionaltypische Figuren dargestellt. – Außerhalb der Weihnachtszeit sind die Figuren und die Drehflügel abgebaut. In der Glasverkleidung sind dagegen Beispielfiguren der Kunststube Vogel aus Sosa ausgestellt. |
| Ortspyramide Börnichen                       | Börnichen/Erzgeb.                      | Festplatz 50° 45′ 2″ N, 13° 8′ 28″ O | 2001               | Die Pyramide ähnelt mit ihrer Krippenform einer Stubenpyramide, statt eines zweiten Drehtellers hat sie einen „Sebnitzer Stern“. 4 ca. 1 m hohe, gedrechselte und bemalte Kurrendefiguren. Sie entstand im Rahmen einer Arbeitsbeschaffungsmaßnahme. |
| Ortspyramide Borstendorf                     | Borstendorf (Grünhainichen)            | August-Bebel-Straße 50° 46′ 19″ N, 13° 10′ 45″ O | 1967               | Dreietagige, 7,5 Meter hohe Stabpyramide. Auf der untersten Etage sind die Figuren König Herodes, zwei Hirten, zwei Engel, Knecht Ruprecht und der Vorbote des lokalen Weihnachtsumzuges (von Haus zu Haus) der Heiligen Christer dargestellt. Die Historie dieses Umzuges, gespielt von neun Personen, lässt sich im Ort bis mindestens 1876 zurückverfolgen. Die mittlere Etage zeigt typische Waldleute, die obere Etage fünf Bergmannsfiguren. |
| Ortspyramide Breitenbrunn                    | Breitenbrunn/Erzgeb.                   | Hauptstraße 50° 28′ 26″ N, 12° 45′ 44″ O | 1956               | Die Pyramide ist in ihrer Gestaltung einem Huthaus nachempfunden. Im hinteren Teil ist Christi-Geburt im Stall mit Tieren dargestellt; auf dem Drehteller finden sich Figuren, welche eng mit der Ortsgeschichte in Verbindung stehen. Die Pyramide besitzt seit 1958 ein Glockenspiel aus Meissener Porzellan, das auf Knopfdruck „Oh selige Weihnachtszeit“ spielt. |
| Ortspyramide Brünlos                         | Brünlos (Zwönitz)                      | Grundschule 50° 41′ 8″ N, 12° 48′ 59″ O | 1992               | 2,30 m hohe, dreietagige Stabpyramide, gedrechselte und bemalte Figuren; Unten: Kurrendesänger, Mitte: Figuren mit Bezug zur Ortsgeschichte wie Landwirtin und Strumpfwirker, Bäcker, Förster, Oben: Weihnachtsmann, Nussknacker, Lichterengel. Nachdem Pyramidengestell, Figuren und Elektrik durch Vandalismus beschädigt wurden, erfolgten im Jahr 2017 umfangreiche Reparaturen. Dabei wurden acht Figuren restauriert und fünf gänzlich neu gefertigt. |
| Ortspyramide Buchholz                        | Buchholz (Annaberg-Buchholz)           | Karlsbader Straße, Abzweig Bodelschwinghstraße 50° 34′ 8″ N, 12° 59′ 43″ O (früher an der Waldschlößchenbrücke bzw. an der „kleinen Wendeschleife“) | 1979               | Dreietagige, Stabpyramide mit gedrechselten, farbig lackierten Figuren untere Etage: Figuren der Stadtgeschichte; mittlere Etage: ortstypische Berufe; obere Etage: Schneemann und Kinder auf Schlitten Die Ortspyramide von Buchholz ist die zweite von sechs baugleichen, dreietagigen Stabpyramiden mit einer Höhe von 3,70 m ohne Sockel, die zwischen 1978 und 1990 entstanden. Die weiteren Pyramiden befinden sich in Annaberg am Köselitzplatz (1978 erbaut), in Magdeburg (1979 erbaut), in Annaberg am Barbara-Uthmann-Ring (1983 erbaut), in Kleinrückerswalde (1983 erbaut) und in Weiden in der Oberpfalz (1990 erbaut). |
| Ortspyramide Burkhardtsdorf                  | Burkhardtsdorf                         | Schillerplatz 50° 44′ 5″ N, 12° 55′ 12″ O | 1996               | Vieretagige Stabpyramide, klassische Pyramidenform; mit 10,50 m recht groß. 22 gedrechselte Figuren. Unterste Etage: Heilige Familie mit den drei Weisen und zwei Hirten. Zweite Etage zeigt Figuren aus der Geschichte des Ortes (Bauer, Waldarbeiter, Reisigfrau, Mönch, Abt). Dritte Etage zeigt Handel und Handwerk, ganz oben die Kurrende. |
| Ortspyramide Burkhardtsgrün                  | Burkhardtsgrün (Zschorlau)             | Hauptstraße 50° 32′ 16″ N, 12° 37′ 18″ O | 1995               | Mit Sockel besitzt die 5 Meter hohe Pyramide insgesamt vier Etagen. Auf der untersten Etage im Sockel sind Bergmänner verschiedener Epochen zu sehen, die beiden darüber befindlichen Etage sind mit Figuren mit ortstypischen historischen Berufen bestückt. Auf der obersten Etage befinden sich Engelsfiguren. |
| Ortspyramide Carlsfeld                       | Carlsfeld (Eibenstock)                 | Gemeindeamt 50° 26′ 7″ N, 12° 35′ 10″ O | 1998               | Dreietagige 7,75 Meter hohe Pyramide, deren äußere Gestalt an die nahegelegene Trinitatiskirche angelehnt ist. Der Entwurf stammt vom bekannten Schnitzer Siegfried Oeser, der gemeinsam mit Kräften einer Arbeitsbeschaffungsmaßnahme auch die 14 geschnitzten 45 bis 85 Zentimeter hohen Lindenholzfiguren schuf. Auf der untersten Etage sind die einheimischen Originale Sappermaa und Semmeldora, Waldarbeiter, Glasmacher und Bandonienspieler dargestellt. Auf der mittleren Etage Maria, Josef mit Krippe sowie Schäfer mit Schaf und auf der obersten Ebene drehen vier Engel ihre Runden. |
| Ortspyramide Cranzahl                        | Cranzahl (Sehmatal)                    | vor Karlsbader Straße 24 (Postfiliale) 50° 30′ 59″ N, 12° 59′ 34″ O                                                                                 | 1967               | 2,80 Meter hohe Pyramide, die vom Cranzahler Schnitzverein geschaffen wurde. Das Gestell ist aus Lärchenholz gefertigt, der Sockel aus Fichte. Die ca. 40 cm großen geschnitzten aber nicht bemalten Figuren zeigen klassische Motive (Waldmann, Holzsammlerin, Bergmann und Jäger), die sich um einen vierteiligen Nadelbaum drehen. 1997 wurde die Pyramide restauriert und auch die Figuren erneuert (Schnitzergruppe um Günther Otto). Seit 1990 steht ein Duplikat der Pyramide in Bonn. |
| Ortspyramide Crottendorf                     | Crottendorf                            | Park 50° 30′ 53″ N, 12° 56′ 41″ O (bis 2013/14 Markt)                                                                                               | 1975               | Die dreietagige, sechs Meter hohe Stabpyramide ist das Werk des örtlichen Schnitzvereins. Bestückt mit geschnitzten, naturbelassenen Figuren der Heimatgeschichte. Ende der 1970er-Jahre erwarb sie die Gemeindeverwaltung für den Preis von 200 Mark. Im Jahr 2014 wurden Sockel und Stäbe komplett erneuert, da sie nicht mehr tragfähig waren. Zudem wurden alle Figuren aufgearbeitet. Geschuldet der Zeit ihrer Erbauung vermied man bewusst christliche Motive. In der unteren Etage sind u. a. Schäfer, Waldmann, Waldfrau, Pilzsammler und Nachtwächter zu sehen. In der mittleren Etage Bergleute und zuoberst drei Rehe. |
| Ortspyramide Cunersdorf                      | Cunersdorf (Annaberg-Buchholz)         | Haus der Vereine, August-Bebel-Str. 46 50° 33′ 2″ N, 13° 0′ 19″ O                                                                                   | 2001               | Die fünf Meter hohe, vollverglaste Stockwerkpyramide ist vollständig von Hand geschnitzt. Beim Bau orientierte man sich an der Gestalt des Vorgängermodells. Auf vier Etagen werden Figuren der Weihnachtsgeschichte und für das Erzgebirge typische Figuren gezeigt. Auf der untersten Ebene befinden sich der Stall mit Krippe, Maria, Josef und den Heiligen Drei Königen. Darüber Obersteiger, Steiger, Bergknappe, Bergschmied und Bergzimmerer für den Bergbau und auf den obersten Ebenen Schnitzer, Waldleute, Klöpplerinnen, Bauern sowie Motive des Waldes. |
| Ortspyramide Deutscheinsiedel                | Deutscheinsiedel (Deutschneudorf)      | Kirche 50° 37′ 53″ N, 13° 29′ 36″ O |                    | |
| Ortspyramide Deutschkatharinenberg           | Deutschkatharinenberg (Deutschneudorf) | Abenteuerbergwerk 50° 36′ 40″ N, 13° 26′ 21″ O | 2003               | Die zweietagige Stabpyramide samt Figuren wurde gemeinsam von der Gemeindeverwaltung und Bürgern des Ortes hergestellt. Alle zehn Figuren sind Bergleute. Zu Lichtmess werden die Figuren abmontiert und eingelagert, das Gestell bleibt ganzjährig stehen. |
| Ortspyramide Deutschneudorf                  | Deutschneudorf                         | Feuerwehr 50° 36′ 17″ N, 13° 27′ 56″ O |                    | Gefertigt wurde sie Anfang der 1970er-Jahre vom Deutschneudorfer Rennfahrer Wolfgang Kaden für dessen Privatgrundstück. 1978 kam Kaden bei einem Rennen ums Leben. Seine Witwe schenkte die Pyramide 1990 der Gemeinde, jedoch wurde sie vorerst nur eingelagert. Mitte der 1990er-Jahre durch private Initiative wiederbelebt, stand sie in Ortsmitte, bis sie bald darauf wieder verschwand. Mit Bau eines neuen Feuerwehrhauses 2007 wird sie seither jedes Jahr vor diesem Gebäude aufgestellt. |
| Ortspyramide Dittersdorf-Amtsberg            | Dittersdorf (Amtsberg)                 | Dittersdorfer Str. 16 50° 44′ 55″ N, 12° 59′ 21″ O                                                                                                  | 2014               | Die Idee für eine Ortspyramide gab es schon seit Gründung des örtlichen Schnitzvereins im Jahr 2002. Nach Schätzungen belaufen sich die Kosten auf insgesamt 20000 Euro, wovon ein Teil bereits zur 750-Jahr-Feier des Ortes 2008 erwirtschaftet wurde und 5000 Euro über einen Spendenaufruf im Ort erbracht wurden. Die Pyramide ist 4,5 Meter hoch und verfügt über zwei Etagen. Das Flügelrad hat einen Durchmesser von 2,25 Meter. Als Besonderheit hat sie als bis dato einzige im gesamten Erzgebirge zwei sich gegenläufig drehende Teller auf der unteren Ebene. Am 12. Dezember 2014 wurde sie erstmals feierlich angeschoben. Der örtliche Schnitzverein widmete sich drei Jahre lang der Fertigung der 13 bis 90 Zentimeter hohen Lindenholzfiguren. Auf dem oberen Teller drehen sich drei Engelsfiguren. Die untere Etage ist mit in Vergangenheit und Gegenwart ortstypischen Berufen ausgestaltet. Auf dem inneren Teller haben die Figuren Graf von Einsiedel und Gräfin von Düben, Förster mit Dackel und Pfarrer ihren Platz. Auf dem äußeren Teller Bäuerin mit Ziege, Schmied, Bäcker, Fleischer mit Schwein, Bahnbeamter und Strumpfwirker. Seit 2019 befindet sich in der Osterzeit ein Osterbrunnen auf dem Fundament der Ortspyramide. |
| Ortspyramide Dittersdorf-Lößnitz             | Dittersdorf (Lößnitz)                  | Dorfplatz, vor dem Gebäude des Heimatvereins „Liedertafel“ 50° 37′ 11″ N, 12° 45′ 42″ O                                                             | 2009               | Die Stabpyramide ist ein Geschenk der Drechslerei Kuhnert aus Rothenkirchen. Seit der Saison 2015/16 ist die Pyramide in eine hölzerne und verglaste Einhausung integriert, so dass sie zum einen vor der Witterung geschützt ist und andererseits bei Auf- und Abbau in einem Stück angehoben werden kann, wodurch ein Zusammenbau bzw. Zerlegen der Einzelteile entfällt. Ebenfalls 2015 wurde sie mit neuen Figuren bestückt. In der obersten Etage drehen sich seitdem Bergleute im Habit. Naturbelassen sind die Figuren des biblischen Motivs in der Mitte mit den Heiligen Drei Königen sowie Maria und Jesuskind in der Krippe. Und zuunterst drehen Stellmacher, Bäcker, Schmied und Bauer ihre Runden. |
| Ortspyramide Dittmannsdorf-Gornau            | Dittmannsdorf (Gornau/Erzgeb.)         | Pyramidenplatz an der Hauptstraße 50° 46′ 45″ N, 13° 2′ 57″ O                                                                                       | 1989               | Die Idee zum Bau entstand ein Jahr zuvor innerhalb des damaligen Kulturbundes. Folgend wurden weitere Mitstreiter gewonnen und im Verlauf des Jahres 1989 wurden Planung und Materialbeschaffung für die dreietagige Stabpyramide angegangen. Die örtliche LPG stellte Räumlichkeiten zum Bau zur Verfügung. Eingeweiht wurde die Pyramide am 3. Dezember 1989. Auf den beiden unteren Drehtellern sind Figuren, welche eng mit der wirtschaftlichen Entwicklung des Ortes im Zusammenhang stehen dargestellt. Darunter Holzsammlerin, Vogelfänger, Landwirt, Nachtwächter, Jäger, Bergarbeiter mit Hunt, Besenbinder und Waldarbeiter. Auf dem obersten Teller drehen Kurrendesänger sowie Engel und Bergmann ihre Runden. |
| Ortspyramide Dittmannsdorf-Olbernhau         | Dittmannsdorf (Olbernhau)              | Bushaltestelle Dresdner Straße 50° 41′ 50″ N, 13° 23′ 8″ O                                                                                          | 1997               | Das Pyramidenhaus ist in seiner Gestalt der Dorfschule von 1853 nachempfunden. |
| Ortspyramide Dörnthal                        | Dörnthal (Olbernhau)                   | Hauptstraße 50° 44′ 3″ N, 13° 20′ 9″ O | 1993               | Die sechseckige, zweietagige Pyramide ist sechs Meter hoch. Sie erinnert an die Göpelwerkform. Geschaffen wurde sie von Bernd Kind, Dietmar Glöckner und Horst Zimmermann. Die Figuren sind gedrechselt und bemalt. Unten sind traditionelle Dörnthaler Berufe mit Gastwirt, Schmied, Kutscher, Waldarbeiter sowie ein Feuerwehrmann dargestellt, in der oberen Ebene drehen sich der Weihnachtsmann und seine Wichtel. |
| Ortspyramide Drebach                         | Drebach                                | am Rathaus 50° 40′ 24″ N, 13° 1′ 5″ O | 1971               | Die drei Meter hohe Pyramide wurde vom örtlichen Schnitzverein geschaffen. Die Bauzeit war kurz (Start im Oktober 1971), Material war knapp, daher waren die ursprünglichen Figuren aus Schaumpolystyrolplatten geschnitzt und bemalt. Inzwischen sind vier aus Holz gedrechselte und bemalte Figuren auf dem Drehteller (Nussknacker, Weihnachtsmann, Bergmann, Jäger). |
| Ortspyramide Ehrenfriedersdorf               | Ehrenfriedersdorf                      | Markt 50° 38′ 48″ N, 12° 58′ 12″ O | 1973               | Es handelt sich um eine ca. 7 Meter hohe Göpelpyramide. Die bis zu 90 cm großen bergmännischen Figuren auf dem untersten Pyramidenteller sind getreu der sächsischen Uniformordnung für Gewerke von 1768 nachgestaltet, darunter ist eine Figur des Schwefelhüttenwerkers und eines Schusterjungen. Geschaffen wurde sie vom örtlichen Schnitzverein sowie mit Unterstützung ortsansässiger Betriebe. Bedeutenden Anteil an der Gestaltung der Pyramide hatte der bekannte Ehrenfriedersdorfer Volkskünstler Heinz Müller. Bemerkenswert ist auch die 90 cm hohe rote Spitze über dem Flügelrad. – Diese Pyramide ist die einzige mit einer eigenen Hymne. |
| Ortspyramide Eibenstock                      | Eibenstock                             | Kirchplatz 50° 29′ 39″ N, 12° 35′ 53″ O | 1994               | Vieretagige 7,4 Meter hohe Stabpyramide. Der Entwurf stammt vom bekannten Schnitzer Siegfried Oeser, welcher gemeinsam mit Kräften einer Arbeitsbeschaffungsmaßnahme auch die 18 geschnitzten 50 bis 95 Zentimeter hohen Lindenholzfiguren schuf. Auf der untersten Etage ist die Weihnachtsgeschichte mit Maria, Josef, Krippe sowie Schäfer mit Schafen dargestellt. Darüber Szenen des Waldes mit Waldarbeiter, Holzfrau, Pilzsammler und Beerensammlerin. Auf der dritten Etage drehen vier Engel mit Musikinstrumenten sowie ein Skifahrer ihre Runden und auf der obersten Etage spielen Kinder mit Skiern und Schlitten im Schnee. |
| Ortspyramide Elterlein                       | Elterlein                              | Markt 50° 34′ 39″ N, 12° 52′ 7″ O | 1972               | Dreietagige, fünf Meter hohe Stabpyramide mit insgesamt 18 geschnitzten Figuren. Erbaut wurde sie vom örtlichen Schnitzverein. 4 Bergleute im Festhabit mit Freiberger Blende flankieren die unterste Etage, die neben ortstypischen Handwerksberufen auch Barbara Uthmann und den Stadtgründer zeigt. |
| Ortspyramide Erlabrunn                       | Erlabrunn (Breitenbrunn/Erzgeb.)       | Marktplatz 50° 28′ 21″ N, 12° 42′ 44″ O | 1996               | Dreietagige, 5,5 Meter hohe Stabpyramide auf gemauertem Sockel mit insgesamt 21 gedrechselten, lasierten, bis zu 65 Zentimeter hohen Figuren. Auf der unteren Etage sind Maria, Josef und Krippe sowie römische Soldaten und die Heiligen Drei Könige dargestellt. Auf der mittleren Etage Schäfer mit ihrer Herde und auf der obersten Etage drehen drei Engel ihre Runden. Die Pyramide ist ganzjährig aufgestellt. Außerhalb der Weihnachtszeit wird das Gestell mit Tafeln verkleidet, welche Auskunft über die Ortsgeschichte geben. |
| Ortspyramide Erla                            | Erla (Schwarzenberg/Erzgeb.)           | Auf dem Gelände des Walzwerkes 50° 31′ 29″ N, 12° 47′ 16″ O                                                                                         |                    | Pyramide mit zwei Etagen. Auf der unteren Ebene befinden sich Bergmänner, auf der oberen Etage Figuren aus dem Dorfalltag. Die frühere Bestückung enthielt nur Figuren des Dorfalltags. |
| Ortspyramide Erlbach-Kirchberg               | Erlbach-Kirchberg (Lugau)              | Dorfstraße 154, vor dem Gemeindeamt 50° 45′ 45″ N, 12° 44′ 22″ O                                                                                    |                    | |
| Ortspyramide Falkenbach                      | Falkenbach (Wolkenstein)               | Erbgericht 50° 38′ 37″ N, 13° 2′ 24″ O | 1985               | Die Pyramide im Stil einer stilisierten Kaue ist 4 Meter hoch. Die fünf Figuren zeigen Figuren aus dem dörflichen Leben und wurden vom Ehrenfriedersdorfer Schnitzverein gefertigt. |
| Ortspyramide Frohnau                         | Frohnau (Annaberg-Buchholz)            | Am Frohnauer Hammer 50° 34′ 53″ N, 12° 59′ 44″ O | 1989               | Die erste, 1933 aufgestellte Frohnauer Ortspyramide gilt als älteste Freilandpyramide des Erzgebirges und wurde nur zwei Jahre später wieder abgebaut. 1986 beschloss der damalige Frohnauer Schnitzzirkel den Bau einer neuen Ortspyramide. Die im Dezember 1989 eingeweihte aktuelle, dreietagige Pyramide ist 5,5 Meter hoch und hat eine schlichte Göpelwerksform. Die zwölf geschnitzten Lindenholzfiguren sind 50 bis 76 Zentimeter groß und farbig bemalt. Als Vorlage dienten die Darstellungen des Silberbergbaus am Schreckenberg auf dem Bergaltar Hans Hesses in St.-Annen zu Annaberg, darunter die Figur des „Daniel Knappe“. Im Zuge von Restaurierungen wurden bislang vier Figuren durch originalgetreue Kopien ersetzt. |
| Ortspyramide Gehringswalde                   | Gehringswalde (Wolkenstein)            | Rathaus 50° 39′ 36″ N, 13° 5′ 22″ O | 1985               | Pyramide mit drei Etagen. Auf der unteren Etage befindet sich eine Bergmannskapelle, auf der mittleren Etage drehen sich Bergmann & Engel, Nussknacker und Weihnachtsmann und auf der oberen Etage befindet sich eine Waldszene mit Förster, Waldarbeiter, Baum und Reh. |
| Ortspyramide Gelenau                         | Gelenau/Erzgeb.                        | Rathausplatz 50° 42′ 48″ N, 12° 58′ 59″ O | 1999               | Die ca. 11 m hohe Pyramide zeigt auf dem unteren Drehteller Jäger, Schnitzer, Holzsammler, Klöpplerin, Holzsammlerin. Mitte Bergleute, Kurrendesänger ganz oben. Die Figuren sind aus Holz gesägt und bemalt. Der Pyramidensockel ist begehbar und kann als Verkaufsstand genutzt werden. |
| Ortspyramide Gelenau-Oberdorf                | Gelenau/Erzgeb.                        | nahe Abzweig der B95 50° 42′ 0″ N, 12° 56′ 33″ O |                    | Die Figuren stellen allesamt ortstypische Berufe und spielende Kinder dar. Sie drehen sich um einen gedrechselten Gewindestab. |
| Ortspyramide Gelenau-Mitte                   | Gelenau/Erzgeb.                        | Ortsmitte 50° 42′ 0″ N, 12° 58′ 19″ O |                    | Die Stabpyramide ist mit gedrechselten Figuren bestückt, die farbig lackiert sind. Ortstypische Berufe. Auf der obersten Etage Kurrendesänger. |
| Ortspyramide Geyer                           | Geyer                                  | Altmarkt 50° 37′ 24″ N, 12° 55′ 25″ O | 1983               | Vier Meter hohes, als Kaue gefertigtes Pyramidenhaus. Geschaffen wurde es vom Schnitz- und Krippenverein Geyer. Es werden bergbautypische Figuren bei ihrer Arbeit in bewegten Schaubildern dargestellt. |
| Ortspyramide Geyersdorf                      | Geyersdorf (Annaberg-Buchholz)         | vor dem Rathaus Geyersdorf 50° 35′ 14″ N, 13° 2′ 8″ O                                                                                               | 1991               | Die Pyramide hat die Form eines Stalles. Dargestellt wird Christi-Geburt. Auf einem Drehteller umlaufen die Heiligen drei Könige und ein Hirte mit Schafen Maria und Josef an der Krippe. |
| Ortspyramide Gornau                          | Gornau/Erzgeb.                         | Rathausplatz 50° 45′ 33″ N, 13° 2′ 8″ O | 1978               | Die Idee zum Bau entstand bereits 1977 innerhalb einer Gruppe Gornauer Bürger. Nach Vorstellung der Pläne bei der damaligen Gemeindeverwaltung sicherte diese die Finanzierung und legte damit die Grundlage zum Bau der 4 Meter hohen Stabpyramide. Die einzelnen Komponenten wurden von ortsansässigen Handwerkern gefertigt, für das Getriebe wurden teilweise alte Autoteile verwendet. Eingeweiht wurde die Pyramide am 1. Advent 1978. Nach erfolgreichem Abschluss formierte sich u. a. aus den Erbauern die Interessengemeinschaft Pyramidenbau, welche seither für Aufbau und Pflege verantwortlich zeichnet. 17 ca. 60 cm hohe gedrechselte und bemalte Figuren: Unten sieben Bergleute in Paradeuniform, in der Mitte sechs typische Räuchermännchen (Schneemann, Nachtwächter), und oben vier Nussknacker. Die Pyramidenwelle wird von gesägten und beschnitzten Nadelbäumen umgeben. |
| Ortspyramide Gornsdorf                       | Gornsdorf                              | Rathaus 50° 42′ 26″ N, 12° 53′ 1″ O | 1990               | Die 6,4 Meter hohe Stabpyramide wurde vom örtlichen Schnitzverein geschaffen. Die ersten Arbeiten der Schnitzer begannen bereits 1987 unter der Leitung von Walther Hunger. Insgesamt 26 Schnitzer waren an der Entstehung der 18 Figuren beteiligt. Auf dem untersten der drei Drehteller sind fünf geschnitzte Figuren des Bergbaus dargestellt, darunter auch ein Blaufarbenwerker. Das Thema dieses Tellers ist: Silberbergbau im Erzgebirge, Revier Schneeberg, 14. Jahrhundert. In der Mitte finden sich Figuren in den für die Entwicklung des Ortes typischen Berufsgruppen und zuoberst drehen Figuren in Weihnachts- und Wintermotiven ihre Runden. |
| Ortspyramide Grießbach                       | Grießbach (Drebach)                    | Bürgerhaus 50° 42′ 45″ N, 13° 2′ 38″ O |                    | Zweietagige Pyramide mit Figuren aus Hartschaum. Auf der unteren Etage ist die biblische Krippenszene zu sehen, auf der oberen Etage ein Hirte mit zwei Schafen. |
| Ortspyramide Großolbersdorf                  | Großolbersdorf                         | vor dem Rathaus 50° 41′ 35″ N, 13° 5′ 17″ O | 1974               | Dreietagige, 4,5 Meter hohe Göpelwerkspyramide mit geschnitzten Figuren, die von den Schnitzern der örtlichen Kulturgruppe hergestellt wurden. |
|                                              | Großolbersdorf                         | vor dem Rathaus 50° 41′ 35″ N, 13° 5′ 18″ O |                    | Spende des Unternehmers D. Meyer an die Gemeinde 2024 |
| Ortspyramide Großrückerswalde                | Großrückerswalde                       | Gemeindeverwaltung 50° 37′ 46″ N, 13° 7′ 6″ O | 1996               | Die 5,5 m hohe zweistöckige Göpelpyramide zeigt auf der stationären unteren Ebene die Christusgeburt (12 Figuren) und die fünf oberen eine Kurrende. |
| Ortspyramide Grumbach                        | Grumbach (Jöhstadt)                    | Ortsmitte, Hauptstraße 50° 32′ 39″ N, 13° 6′ 24″ O                                                                                                  | 1993               | Die vom Schnitzverein Grumbach gefertigte Pyramide in Form eines Hauses stellt die Heilige Familie, sowie Hirte mit Schafen und die Heiligen drei Könige dar. Im oberen Bereich dreht sich eine Kurrende. Lichterengel und Bergmann flankieren jeweils Vorder- und Rückseite. Jede Figur wurde manuell in zirka 250 Arbeitsstunden geschnitzt. Im Jahr 2005 wurde diese Pyramide als „schönste Ortspyramide Sachsens“ ausgezeichnet. In der Osterzeit dreht sich auf dem Fundament eine Osterpyramide, zu besonderen Anlässen eine Pyramide mit „Mondputzer“-Figuren. |
| Ortspyramide Grünhain                        | Grünhain (Grünhain-Beierfeld)          | Am Kloster, vor dem Amtshaus 50° 34′ 45″ N, 12° 48′ 36″ O                                                                                           | 1974               | Dreietagige, 7,1 Meter hohe Stockwerkspyramide. Geschnitzte und handbemalte Figuren, die eng mit Vergangenheit und Gegenwart von Grünhain und seiner näheren Umgebung in Verbindung stehen. |
| Ortspyramide Grünstädtel                     | Grünstädtel (Schwarzenberg)            | Kreuzung Pöhlaer Straße/Alte Bahnhofstraße 50° 31′ 36″ N, 12° 49′ 8″ O                                                                              | 1996               | Eine echte Spezialität: für Außenpyramiden seltene Stockwerkbauweise und ein (vergrößerter) Nachbau der Globensteiner Weihnachtspyramide (schon 1902 industriell gefertigte per Versandgeschäft vertriebene Weihnachtspyramiden). Fünf Etagen auf sechseckigem Grundriss, ganz oben ein Glockenspiel. Die naturbelassenen Holzfiguren zeigen auf der ersten Etage eine Krippenszene, auf der zweiten die heiligen drei Könige, auf der dritten Schäfer und Schafe, der vierten Waldleute und oben das Glockenspiel. Gemeinschaftsarbeit von Firmen, Privatpersonen und Kräften aus Arbeitsbeschaffungsmaßnahmen. |
| Ortspyramide Hallbach                        | Hallbach (Olbernhau)                   | Dorfplatz 50° 41′ 39″ N, 13° 19′ 15″ O | 1985               | |
| Ortspyramide Hallbach                        | Hallbach (Olbernhau)                   | Dresdner Str. (B 171) 50° 41′ 7″ N, 13° 19′ 6″ O | 2000               | Zweietagig, Engel mit Schlitten und Zwerg, Weihnachtsmann, Kurrende. (Drechselarbeiten Spiegelbauer GbR) |
| Ortspyramide Haselbach                       | Haselbach (Olbernhau)                  | Kaufmarkt 50° 43′ 51″ N, 13° 18′ 49″ O | 1997               | |
| Ortspyramide Hermannsdorf                    | Hermannsdorf (Elterlein)               | Kirche 50° 35′ 20″ N, 12° 55′ 50″ O | 2006               | Auf dem dreistöckigen Bauwerk im Fachwerkstil werden bergmännische, erzgebirgische und biblische Motive dargestellt. Hinter den zwei seitlichen Fenstern stehen ein Schmied bei der Arbeit am Amboss und ein Stellmacher in seiner Werkstatt (vom Holzbildhauer Matthias Dietzsch erschaffen). Zusätzlich sind die Rückwände beider Werkstätten dazu passend bemalt. Die Pyramide ist ganzjährig aufgestellt. Schmied und Stellmacher sind ganzjährig zu sehen, die Bestückung hinter dem mittleren Fenster mit Waldmann, Beerenpflückerin, Erntefrau und Jäger, wird nur in der Weihnachtszeit präsentiert. |
| Ortspyramide Herold                          | Herold (Thum)                          | Zschopauer Str. 2/4 (Vorplatz ehem. Gemeindeamt) 50° 40′ 37″ N, 12° 58′ 46″ O                                                                       | 1973               | Die Huthausform der 2,5 Meter breiten und fünf Meter hohen Pyramide soll an die langjährige Bergbaugeschichte von Herold erinnern. Die gedrechselten Figuren symbolisieren die geschichtliche Entwicklung des Ortes, darunter der Herold, der dem Ort seinen Namen gab, Bergmann, Bauer und Bäuerin. |
| Ortspyramide Hilmersdorf                     | Hilmersdorf (Wolkenstein)              | Gasthof 50° 40′ 28″ N, 13° 6′ 40″ O | 1993               | Die Idee zum Bau stammt vom damaligen Bürgermeister Matthias Haase, welcher auch gemeinsam mit einer kleinen Gruppe aus dem Bekanntenkreis die Konstruktionsentwürfe ausarbeitete. Die dreietagige, sechs Meter hohe Stockwerkspyramide hat sechseckige Grundflächen und maximal 3,2 Meter im Durchmesser. Die unterste Etage ist begehbarer, darin kann man z. B. einen Verkaufsstand einrichten. Die elf Figuren messen bis 1,35 Meter in der Höhe, und sind aus geschnitztem PUR-Schaum. Sie zeigen die Weihnachtsgeschichte. |
| Ortspyramide (Schwibbogen) Hohndorf          | Hohndorf                               | vor dem Gemeindeamt 50° 44′ 46″ N, 12° 40′ 9″ O | 1979               | Das 2,5 Meter hohe Pyramiden-Drehwerk ist zentriert in einen Schwibbogen eingesetzt. Neben den Figuren der Klöpplerin und des Schnitzers an beiden Seiten des Schwibbogens stehen ortstypische Figuren wie Bäuerin und Bergmann auf dem Drehteller der Pyramide. |
| Ortspyramide Hohndorf-Großolbersdorf         | Hohndorf (Großolbersdorf)              | vor der ehem. Schule 50° 43′ 11″ N, 13° 5′ 22″ O | 1993               | |
| Ortspyramide Hopfgarten                      | Hopfgarten (Großolbersdorf)            | vor der Ortsteilverwaltung 50° 40′ 50″ N, 13° 3′ 23″ O                                                                                              | 1981               | Turmpyramide mit zwei Etagen, auf denen sich Figuren des Dorflebens befinden. |
| Ortspyramide Hormersdorf                     | Hormersdorf (Zwönitz)                  | Gasthof zum Löwen 50° 40′ 18″ N, 12° 53′ 16″ O | 1988               | Dreistöckige, ca. 6 m hohe Göpelpyramide. Auf der unteren Ebene sind die typischen Erzgebirgsfiguren zu sehen, u. a. ein Tannenbaum„träger“, in der Mitte Handwerksberufe und oben im Schnee spielende Kinder. |
| Ortspyramide (Schwibbogen) Hundshübel        | Hundshübel (Stützengrün)               | Hauptstraße 50° 32′ 37″ N, 12° 34′ 13″ O | 1996/97            | Ca. 4 m hoher Schwibbogen mit zentriert eingesetztem Pyramidendrehwerk. Geschaffen wurde der Pyramiden-Schwibbogen unter anderem von der Auerhammer Beschäftigungsgesellschaft. Die Figuren auf dem Drehteller sind klassisch geschnitzt und bemalt, die „statischen“ Figuren im Schwibbogen sind Holzfiguren in Relieftechnik, also gesägt, beschnitzt und bemalt. |
| Ortspyramide (Schwibbogen) Jahnsbach         | Jahnsbach (Thum)                       | vor der Kirche 50° 39′ 59″ N, 12° 55′ 56″ O | 1976               | Das Pyramiden-Drehwerk ist zentriert in einen Schwibbogen eingesetzt. Es ist etwa fünf Meter hoch, fünf Meter breit und mit fünf ca. ein Meter hohen geschnitzten Figuren bestückt. Am Bau beteiligten sich 30 Schnitzer und Handwerker. |
| Ortspyramide Jahnsdorf                       | Jahnsdorf/Erzgeb.                      | Chemnitzer Straße 1–3, Altersheim Grüne Aue 50° 45′ 22″ N, 12° 51′ 29″ O                                                                            | 2003               | Die von der ortsansässigen Töpferei Heyde-Keramik gefertigten Keramikfiguren stellen eine Besonderheit der Pyramide dar. Auf der untersten der drei Ebenen befinden sich Engel, Bergmann, Nachtwächter und Schneemann, auf der mittleren Ebene sind Maria und Josef mit den Heiligen Drei Königen zu sehen, auf der obersten Ebene dreht ein Schäfer mit seiner Herde seine Runden. Die Jahnsdorfer Pyramide wird ganzjährig genutzt, außerhalb der Weihnachtszeit mit fünf getöpferten sommerlichen Figuren auf der untersten Ebene. |
| Ortspyramide Johanngeorgenstadt              | Johanngeorgenstadt                     | Platz des Bergmanns 50° 25′ 57″ N, 12° 42′ 48″ O | 1984               | Das Vorgängermodell blieb nach Anschaffung der aktuellen Ortspyramide erhalten und ist heute auf einem Privatgrundstück zu sehen. Dreietagige 7,9 Meter hohe Göpelwerkspyramide, geschaffen vom örtlichen Schnitzverein. Die drei Etagen tragen geschnitzte 65 bis 80 Zentimeter hohe Lindenholzfiguren, die dem für Jahrhunderte die Stadt prägenden Bergbau gewidmet sind. Die Gestaltung richtete sich dabei exakt nach Archivalien. Auf der untersten Etage sind ein Bergmann als Häuer, Bergjunge sowie Bergschmied und Bergmaurer in ihrer Paradetracht dargestellt. Auf der mittleren Etage finden sich Blaufarbenwerker, Schwefelhüttenarbeiter, Amalgierarbeiter und Saigerhüttenarbeiter. Auf der obersten Etage drehen Berghauptmann, Bergmeister, Hüttenältester und Steiger ihre Runden. |
| Ortspyramide Johanngeorgenstadt              | Johanngeorgenstadt                     | Parkplatz an der Schwefelwerkstraße/Platz des Bergmanns 50° 25′ 55″ N, 12° 42′ 47″ O                                                                | 2014               | → Hauptartikel : Weihnachtspyramide (Johanngeorgenstadt) |
| Ortspyramide Jöhstadt                        | Jöhstadt                               | Markt 50° 30′ 51″ N, 13° 5′ 24″ O | 2004               | Dreietagige, sieben Meter hohe Stabpyramide. Geschaffen von ortsansässigen Firmen sowie dem örtlichen Schnitzverein. Im Sockel der Pyramide sind vier geschnitzte Reliefs eingebracht. Darunter die Darstellung der Heiligen drei Könige, Christi-Geburt und die Verkündigung an die Hirten. |
| Ortspyramide Kleinrückerswalde               | Kleinrückerswalde (Annaberg-Buchholz)  | gegenüber der Grundschule im Zinnackerweg 50° 34′ 4″ N, 13° 0′ 26″ O                                                                                | 1983               | Dreietagige, Stabpyramide mit gedrechselten, farbig lackierten Figuren untere Etage: Bergmänner des historischen Bergbaus; mittlere Etage: ortstypische Berufe; obere Etage: Nussknacker, Weihnachtsmann und Lichtertürke Die Ortspyramide von Kleinrückerswalde ist die vierte von sechs baugleichen, dreietagigen Stabpyramiden mit einer Höhe von 3,70 m ohne Sockel, die zwischen 1978 und 1990 entstanden. Die weiteren Pyramiden befinden sich in Annaberg am Köselitzplatz (1978 erbaut), in Buchholz (1979 erbaut), in Magdeburg (1979 erbaut), in Annaberg am Barbara-Uthmann-Ring (1983 erbaut) und in Weiden in der Oberpfalz (1990 erbaut). |
| Ortspyramide Königswalde                     | Königswalde                            | Annaberger Straße 50° 32′ 47″ N, 13° 2′ 52″ O | 1976               | Die vier Meter hohe Stabpyramide wurde von einheimischen Schnitzern hergestellt. Unter den zwölf 50 bis 80 Zentimeter großen Schnitzfiguren befindet sich u. a. eine Darstellung von Karl Stülpner. |
| Ortspyramide Krumhermersdorf                 | Krumhermersdorf (Zschopau)             | Schnitzerheim, Siedlungsstraße 1 50° 44′ 15″ N, 13° 6′ 12″ O (bis 2012/13 Sparkasse)                                                                | 1973               | Vieretagige, 4,5 Meter hohe Stockwerkspyramide, hergestellt von der örtlichen Schnitzgruppe. Eine Besonderheit bilden 12 geschnitzte Bergleute, von denen jeweils vier die folgende Etage schultern und gleichzeitig als Lichterträger fungieren. Auf den vier Drehtellern finden sich insgesamt 17 Figuren. Darunter Maria, Josef und das Jesuskind in der Krippe, die Heiligen Drei Könige, Waldarbeiter, Kräuterweibl und ein Pilzsammler. 1973 wurde sie erstmals im Saal des örtlichen Gasthofs präsentiert, bevor sie im Freien aufgestellt wurde und seitdem mehrfach ihren Standort wechselte. |
| Ortspyramide Kühnhaide                       | Kühnhaide (Marienberg)                 | Grundschule 50° 35′ 11″ N, 13° 14′ 18″ O | 1985               | Vieretagige, 4 Meter hohe Stockwerkspyramide, welche 2009 grundlegend renoviert wurde. Auf der unteren Ebene befinden sich vier Figuren mit ortstypischen Tätigkeiten, auf der Ebene darüber sind zwei Timmel-Figuren (Engel und Bergmann), ein Schneemann und ein Weihnachtsmann zu sehen. Die dritte Ebene von unten ist mit zwei Räuchermännchen und einem Olbernhauer Reiterlein bestückt, ganz oben befinden sich Rehe und Bäume. |
| Ortspyramide Lauta                           | Lauta (Marienberg)                     | 50° 40′ 1″ N, 13° 8′ 46″ O | 2014               | Pläne für eine Pyramide gab es im Lautaer Dorfverein bereits über ein Jahr zuvor, dank finanzieller Unterstützung der Sparkassenstiftung konnte die vier Meter hohe, zweietagige Vierstabpyramide 2014 fertiggestellt werden. Zu den Kosten von rund 6500 Euro kamen etwa 100 Stunden Arbeitsleistung hinzu. Am ersten Advent 2014 wurde sie erstmals feierlich angeschoben. In Anlehnung an die historische und jüngere Bergbauvergangenheit des Ortes, finden sich unten fünf bergmännische Figuren. Davon vier in historischen Uniformen angeführt vom Knappschaftsältesten in Paradeuniform sowie ein Wismutkumpel. Oben drehen sich vier orts- und regionaltypische Figuren. Dies sind Karl Stülpner, Bauer mit Sense und Graskorb, Gänsemagd und das Lautaer Original Pauline Münzner. Die neun Figuren wurden vom Schnitz- und Bastelverein Marienberg gefertigt. |
| Ortspyramide Lauter                          | Lauter (Lauter-Bernsbach)              | Marktplatz 50° 33′ 35″ N, 12° 44′ 23″ O | 2012               | Das Vorgängermodell wurde im August 2011 beim Brand einer Lagerscheune der Stadtverwaltung Lauter vernichtet. Die Gestalt der Stabpyramide wurde aus vier Entwürfen unter den Lauterer Bürgern ermittelt. Im Mai 2012 stellten die beteiligten Künstler und Schnitzer das endgültige Design vor. Die 6,5 Meter hohe Stabpyramide verfügt über drei Drehteller mit insgesamt 19 Figuren. Die unteren Figuren wurden von der Künstlergruppe „exponaRt“ gestaltet und stellen die Weihnachtsgeschichte dar. In der Mitte drehen fünf vom Lauterer Schnitzverein gestaltete Figuren mit Bezug zur Stadtgeschichte ihre Runden. Die vier Figuren des oberen Drehtellers fertigte der Bernsbacher Schnitzverein. Am 2. Dezember 2012 wurde sie erstmals feierlich angeschoben. |
| Ortspyramide Lauterbach                      | Lauterbach (Marienberg)                | Ortsmitte 50° 40′ 41″ N, 13° 10′ 38″ O | 1979               | Die dreietagige, 5,1 Meter hohe Stabpyramide wurde vom örtlichen Schnitzverein geschaffen. Die 15 Figuren mit Darstellung seinerzeit ortstypischer Berufe entstanden bereits ab 1977/78. Unter ihnen finden sich Krankenschwester, Nachtwächter, Bergmann und Schlittenfahrer. Seit 1989 wird das jährliche Anschieben mit einem kleinen Fest begangen. |
| Ortspyramide Lengefeld                       | Lengefeld (Pockau-Lengefeld)           | Markt 50° 43′ 10″ N, 13° 11′ 33″ O | 1986               | Dreietagige Stabpyramide mit geschnitzten Figuren aus Lindenholz, deren Gestaltung die örtliche Arbeitsgemeinschaft Schnitzen übernahm. Den Antrieb und die Elektroinstallation fertigte bzw. übernahm der VEB NARVA Leuchtenbau Lengefeld. Die untere Ebene stilisiert mit ca. 65 Zentimeter großen Figuren die Kalkförderung im Kalkwerk Lengefeld um etwa 1900. Auf der mittleren Ebene drehen sich ca. 50 Zentimeter große Figuren die das örtliche Handwerk früherer Zeiten symbolisieren. In der oberen Ebene drehen sich verschiedene ca. 35 Zentimeter große Figuren, welche sich in ihrer Darstellung auf die damalige Nutzung von Schloss Rauenstein als Kindererholungsheim beziehen. |
| Ortspyramide Leukersdorf (Hauptstraße)       | Leukersdorf (Jahnsdorf/Erzgeb.)        | Hauptstraße; zwischen ehem. Rathaus und Kirche 50° 46′ 5″ N, 12° 49′ 11″ O                                                                          | 1974               | Die drei Meter hohe Stabpyramide wurde vom örtlichen Schnitzverein geschaffen. Bestückt ist sie mit Figuren der Ortsgeschichte, welche spiralförmig um die Welle zum Flügelrad angeordnet sind. Unter den Figuren finden sich u. a. Bäcker, Strumpfwirkerin, Steinbrucharbeiter, Melker und Krankenschwester. Letztere ist in Leukersdorf als die zur Zeit der Errichtung tätige „Gemeindeschwester Erna“ bekannt, ihr wurde mit dieser Figur persönliche Anerkennung zuteil. |
| Ortspyramide Leukersdorf (Siedlerstraße)     | Leukersdorf (Jahnsdorf/Erzgeb.)        | Siedlerstraße; bei der Sportgaststätte Leukersdorf 50° 46′ 9″ N, 12° 48′ 32″ O                                                                      | 2001               | Die dreistufige Stabpyramide wurde von einer überbetrieblichen Ausbildungsstätte geschaffen. Bestückt ist sie mit Figuren örtlicher Berufe, welche auf drei Etagen angeordnet sind. Die Pyramide befindet sich auf einem fahrbaren Anhänger. |
| Ortspyramide Lippersdorf                     | Lippersdorf (Pockau-Lengefeld)         | Feuerwehrhaus 50° 45′ 29″ N, 13° 15′ 21″ O | 2003               | Etwa drei Meter hohe Stabpyramide mit einer Krippe, geschaffen von der Interessengemeinschaft Pyramide. Gedrechselte und bemalte Figuren zeigen die Christusgeburt. Auf dem Drehteller sind die Hirten und Könige unterwegs. Die heilige Familie ist in der Krippe dahinter und die Schafe stehen neben dem Drehteller, und oben an der Drehwelle sind noch zwei Posaunenengel zu sehen. |
| Ortspyramide Lößnitz                         | Lößnitz                                | Markt 50° 37′ 18″ N, 12° 43′ 53″ O | 1979               | Das Vorgängermodell am Platz, war 1965 bei einem Brand vernichtet worden. Die derzeitige, dreietagige und 6,5 Meter hohe Stabpyramide wurde von der damaligen „Arbeitsgemeinschaft Schnitzen“ im DDR-Kulturbund erdacht und geschaffen. Die Figuren zeigen ortstypische Gewerke. Nach ihrer Fertigstellung wurde sie zuerst sogar im Palast der Republik ausgestellt. Nach 1990 war sie zudem zeitweilig Blickfang in der Nähe der Kaiser-Wilhelm-Gedächtniskirche. Erwähnenswert ist die wenige Jahre nach Einweihung erdachte Technik für den Aufstellvorgang des Gestells samt Flügelrad. Dabei wird die im Liegen fertig montierte Konstruktion mithilfe eines Hebezuges auf einem Montagegestell von der waagerechten in die Senkrechte gehievt, wofür lediglich die Muskelkraft einer Person erforderlich ist. Letztlich müssen nur noch die Figuren aufgesetzt werden. |
| Ortspyramide Lugau                           | Lugau                                  | Rathaus 50° 44′ 16″ N, 12° 44′ 34″ O | 1979               | Dreietagige, fünf Meter hohe Stabpyramide mit 18 Figuren, geschaffen von der örtlichen Schnitzgemeinschaft. Wie die Niederwürschnitzer, so trägt auch die Lugauer Pyramide Lichter in Form von elektrischen Grubenlampen, wie sie im Steinkohlebergbau des Lugau-Oelsnitzer Steinkohlenreviers verwendet wurden. |
| Ortspyramide Marienberg                      | Marienberg                             | Markt 50° 39′ 2″ N, 13° 9′ 46″ O | 1973               | Die Idee zum Bau lieferte der ortsansässige Schnitzermeister Rudolf Kunis. Auf dessen Initiative fanden sich 18 Mitglieder des örtlichen Schnitzvereins, welche den Bau innerhalb von zwei Jahren realisierten. Die samt Sockel ca. 8 Meter hohe Stabpyramide soll in ihrer Gestalt an ein Göpelwerk erinnern. Das Flügelrad misst 2,7 Meter im Durchmesser. Die vier Ebenen sind mit insgesamt 24, zwischen 60 und 100 Zentimeter großen geschnitzten und bemalten Figuren bestückt. Zuunterst sind Bergleute zu sehen, darüber regionaltypische Figuren. Auf der dritten Ebene findet sich eine Kurrende und ganz oben drehen weihnachtliche Figuren ihre Runden. Bemerkenswert ist ihre flache Form mit reliefartiger Gestaltung. Die Materialbeschaffung gestalte sich seinerzeit problematisch. Die damalige Stadtverwaltung stellte als Lösung Kiefernholz in der Stärke Treppenstufen zur Verfügung, die für die Erneuerung des Aussichtsturms auf der Dreibrüderhöhe vorgesehen waren. Am 30. November 1973 wurde die Pyramide feierlich der Stadtverwaltung übereignet. |
| Ortspyramide Markersbach                     | Markersbach (Raschau-Markersbach)      | Rathaus 50° 31′ 56″ N, 12° 52′ 18″ O | 1987               | Die Vierstabpyramide wurde durch die Brüder Reinhard und Dietrich Tröger mit Unterstützung der Kulturbundortsgruppe geschaffen. Die vier etwa 90 Zentimeter großen Drechselfiguren (Förster, Reisigfrau, Bauer und Bäuerin) stellen dörfliche Charaktere dar. |
| Ortspyramide Mauersberg                      | Mauersberg (Großrückerswalde)          | an der Kirche 50° 36′ 23″ N, 13° 5′ 19″ O | 1982               | 5,50 m hohe Pyramide, die einen stilisierten Nadelbaum darstellt, sie hat drei Etagen und insgesamt 15 Figuren, u. a. Bergleute, Räuchermännchen und Chorknaben. Geschaffen vom örtlichen Schnitzverein. |
| Ortspyramide Meinersdorf                     | Meinersdorf (Burkhardtsdorf)           | Rathaus 50° 43′ 9″ N, 12° 53′ 3″ O | 1964               | Die vier Meter hohe Pyramide zeigt Figuren in örtlichen Berufen, beim Wintersport sowie typisch erzgebirgische Figuren. |
| Ortspyramide Mildenau                        | Mildenau                               | Schnitzerhäusl 50° 35′ 58″ N, 13° 4′ 16″ O | 1977               | Die Stabpyramide mit drei Drehtellern hat eine Gesamthöhe von 5,5 Metern, das Flügelrad misst 1,9 Meter im Durchmesser. Geschaffen wurde sie in über 2000 Arbeitsstunden vom Schnitz- und Krippenverein „Glück Auf“ Mildenau e. V. Den steinernen Sockel erhielt die Pyramide im Jahr 1999. An dessen Vorderseite ist ein Mundloch mit dem Bergmannsgruß „Glück Auf“ eingearbeitet. Die ursprünglichen Figuren wurden nach 2003 allesamt ersetzt. Unten sind sechs Bergleute zu sehen, in der Mitte Zimmermann, Waldarbeiter sowie die Figuren Ernten und Säen und ganz oben vier Kurrendekinder. |
| Ortspyramide Neudorf                         | Neudorf (Sehmatal)                     | Suppenmuseum 50° 28′ 47″ N, 12° 58′ 26″ O | 1976 / 1989        | Ca. 4 Meter hohe Pyramide als stilisierter Weihnachtsbaum. 15 geschnitzte und bemalte Figuren, die historische Berufe und Tätigkeiten aus der Ortsgeschichte darstellen. Erste Etage Wald und Bergbau, zweite Etage Landwirtschaft und Handwerk, dritte Etage Pilzsucher, Bandonionspieler, vierte Etage Bäume. |
| Ortspyramide Neundorf                        | Neundorf (Thermalbad Wiesenbad)        | Kindergarten „Starennest“ (ehem. Gemeindeverwaltung) 50° 37′ 55″ N, 13° 1′ 3″ O                                                                     | 1975               | Dreietagige, mehr als fünf Meter hohe Stabpyramide. Gefertigt wurden sie von ortsansässigen Handwerkern und Schnitzern. Unter den Figuren finden sich u. a. Holzsammler, Beerensammlerin, Pilzsammler und Handwerksgeselle auf der Walz. Seit ein Spaßvogel einst einen Starenkasten dazu montierte (im Volksmund wird Neundorf auch als „Starendorf“ bezeichnet), wurde dieser fortan fester Bestandteil der Ausgestaltung. Den Aufbau übernehmen die Freiwillige Feuerwehr und der Oldtimerverein. |
| Ortspyramide Neustädtel                      | Neustädtel (Schneeberg)                | Markt 50° 34′ 59″ N, 12° 38′ 5″ O | 2002               | Dreietagige, fünf Meter hohe Göpelwerkspyramide. Geschaffen von ortsansässigen Unternehmen sowie dem Schnitzverein „Glück Auf“ Neustädtel – Bergstadt Schneeberg e. V. Die Figuren sind eng mit der wirtschaftlichen Vergangenheit und Gegenwart des Ortes verbunden. Die unterste Etage zeigt die bergmännischen Berufe Schmied, Zimmermann, Blaufarbenwerker, Hauer und Steiger in Paradeuniform. Auf der mittleren Etage finden sich Bauer mit Korngarbe und Bäuerin mit Ferkel und Hühnern sowie zwei Bergleute in historischer Kleidung. Auf der obersten Etage drehen drei „Haldensänger“ im Schwarzkittel ihre Runden. Außerhalb der Advents- und Weihnachtszeit befindet sich am Standort der Ortspyramide eine Bergmannskaue mit zwei gedrechselten Bergmännern an einem Haspel. |
| Ortspyramide Neuwelt                         | Neuwelt (Schwarzenberg/Erzgeb.)        | Markt 50° 33′ 16″ N, 12° 45′ 32″ O | 1986               | Dreietagige Stabpyramide. Die Figuren wurden von Heinz Hönicke geschaffen. Auf der unteren Etage fünf Handwerker. Außerhalb der Weihnachtszeit ist das Pyramidengestell mit einer Plane verhüllt, die die Sehenswürdigkeiten der Stadt Schwarzenberg abbildet. |
| Ortspyramide Niederdorf                      | Niederdorf                             | Dorfplatz 50° 43′ 39″ N, 12° 47′ 17″ O | 2008               | Dreietagige, 4,5 Meter hohe Pyramide. Die 14 geschnitzten Lindenholzfiguren sind ein Gemeinschaftswerk des Niederdorfer Schnitz- und Freizeitvereines. Auf der untersten Ebene sind Waldarbeiter und Holzsammlerin sowie Rehe und Bäume zu sehen. Darüber eine Wintersportgruppe mit Skifahrer und Schneeballschlacht. Auf der obersten Ebene drehen drei singende Mädchen ihre Runden. |
| Ortspyramide Niederlauterstein               | Niederlauterstein (Marienberg)         | Schloßberg 50° 40′ 13″ N, 13° 12′ 2″ O | 1972               | 5,5 Meter hohe Stabpyramide, geschaffen vom örtlichen Schnitzverein. Im Jahr 1979 sowie zu Beginn der 1990er Jahre wurden Instandhaltungs- und Reparaturarbeiten ausgeführt. 2009 war der Zustand der Pyramide samt Figuren allerdings so schlecht, dass es einer Rekonstruktion bedurfte. Dabei wurde die Konstruktion des Gestells so geändert, dass ein einfacher und schnellerer Auf bzw. Abbau möglich ist. So wurden die ursprünglichen Seitenteile durch Holzbalken an den vier Ecken ersetzt. Daneben wurden die gesamte Elektrik, Beleuchtung und der Antrieb erneuert sowie Figuren aufgearbeitet, neu bemalt und lackiert. |
| Ortspyramide Niederschmiedeberg              | Niederschmiedeberg (Großrückerswalde)  | am „Preßnitztalmuseum“ 50° 35′ 54″ N, 13° 7′ 24″ O (bis 2012/13 im Park)                                                                            | 1978               | Mithilfe eines Modells, welches heute im „Preßnitztalmuseum“ ausgestellt ist, überzeugten interessierte Schnitzer den damaligen Rat der Gemeinde von ihrer Idee zum Bau einer Ortspyramide. Bemerkenswert ist der Baustoff, den die Schnitzer für die Originalfiguren verwendeten: Da Lindenholz rar war, fertigte man die Figuren mittels Gießformen aus Zwei-Komponenten-Purschaum. Auf dem oberen Pyramidenteller sind Kindermotive zu sehen: Ein Kind steckt einem Schneemann die Möhre ins Gesicht, ein zweites füttert Vögel und das dritte fährt Ski. In der Mitte sind die typisch erzgebirgischen Figuren Bergmann, Gießer, Schmied und Holzmacher zu sehen. Der untere Teller spaltet die Gemeinde schon seit Jahren. Eine Figur bildet einen Hasenschlachter ab. 2013/14 drehen sich stattdessen unten eine Bergkapelle. In der folgenden Saison sollen die traditionellen Figuren wieder zu sehen sein. Neben dem Hasenschlachter sind das ein Reisender, ein Christbaumdieb und eine Stollenfrau. |
| Ortspyramide Niederwürschnitz                | Niederwürschnitz                       | Rathaus 50° 43′ 19″ N, 12° 45′ 20″ O |                    | Wie die Lugauer, so trägt auch die Niederwürschnitzer Pyramide Lichter in Form von elektrischen Grubenlampen, wie sie im Steinkohlebergbau des Lugau-Oelsnitzer Steinkohlenreviers verwendet wurden. |
| Ortspyramide Oberwiesenthal                  | Oberwiesenthal                         | Marktplatz 50° 25′ 9″ N, 12° 58′ 16″ O | 1975               | Die dreietagige, 8,5 Meter hohe Pyramide in Göpelwerksform wurde von Schnitzern aus Ehrenfriedersdorf hergestellt. Auf der mittleren Etage werden Wintersportler dargestellt, die den Ruf der Stadt als Wintersportort betonen sollen. |
| Ortspyramide Oberpfannenstiel                | Oberpfannenstiel (Lauter-Bernsbach)    | Kreuzung Mühlweg/Auer Straße (beim Spielplatz) 50° 35′ 10″ N, 12° 45′ 7″ O                                                                          | 2019               | Dreietagige Stockwerkspyramide. |
| Ortspyramide Oelsnitz                        | Oelsnitz/Erzgeb.                       | nahe Rathausplatz 50° 43′ 22″ N, 12° 42′ 1″ O | 1986               | Die Initiative zum Bau ging im Frühsommer 1986 vom damaligen Bürgermeister Manfred Popp aus. Entworfen wurde die Stabpyramide von der Zimmerei Günther, gebaut wurden sie von lokalen Handwerksbetrieben. Zur Weihnachtszeit 1986 wurde sie erstmals auf dem Markt aufgestellt. Der Auf- und Abbau wird bis heute von lokalen Handwerksbetrieben ausgeführt, wofür diese etwa sechs Stunden benötigen. Die Figuren auf den drei Drehtellern wurden in Seiffen gefertigt. Der Zeit ihrer Erbauung geschuldet, sind darunter keine christlichen Motive zu finden. Zuunterst drehen bergmännische Figuren ihre Runden, darüber Figuren ortstypischer Berufe aus Vergangenheit und Gegenwart und ganz oben spielende – Ski- und Schlittenfahrer – und musizierende Kinder. Seit dem Jahr 2020 steht die Pyramide nicht mehr am Standort Heinrich-Hartmann-Haus. |
| Ortspyramide Olbernhau                       | Olbernhau                              | Rittergut 50° 39′ 38″ N, 13° 20′ 6″ O |                    | |
| Ortspyramide Pfaffroda                       | Pfaffroda (Olbernhau)                  | Rathaus 50° 41′ 55″ N, 13° 21′ 6″ O | 1998               | Ca. 6 Meter hohe Pyramide als stilisierter Weihnachtsbaum gestaltet, doch die 4 Streben treffen sich nicht oben, sondern münden in eine rechteckige Dachkonstruktion. Geschnitzte und bemalte Figuren die die Freizeitmöglichkeiten sommers wie winters, die Haupterwerbszweige in Forst- und Landwirtschaft und ganz oben einen Ritter und einen Mönch darstellen. |
| Ortspyramide Pobershau                       | Pobershau (Marienberg)                 | Ortsmitte, Dorfstraße 50° 38′ 23″ N, 13° 13′ 6″ O                                                                                                   | 1992               | Die dreietagige Göpelwerkspyramide mit Kunstgezeug und Berggeist im steinernen Sockel veranschaulicht auf einzigartige Weise die jahrhundertelange Bergbautradition des Ortes. Die Pyramide ist ganzjährig aufgestellt, Flügelrad und Beleuchtung werden zum Ende der Weihnachtszeit abgenommen. |
| Ortspyramide Pockau                          | Pockau (Pockau-Lengefeld)              | Kulturpark 50° 42′ 17″ N, 13° 13′ 24″ O | 1983               | Mitte 1982 reiften bei sechs Pockauern erste Ideen für den Bau einer Ortspyramide. In der Adventszeit des darauffolgenden Jahres wurde die Pyramide erstmals aufgebaut. Die Entwürfe für die 15 Figuren stammen vom gebürtigen Pockauer Künstler Max Christoph. Neben traditionellen Figuren wie Bergmann, Räuchermann und Nussknacker finden sich Darstellungen historischer ortstypischer Berufe, darunter Fischer, Schaffner, Müller und Schippenhacker. Diese sind nicht wie allgemein üblich auf Drehtellern und einer bestimmten Anzahl Etagen, sondern quasi auf Stufen einer Wendeltreppe um die Welle zum Flügelrad angeordnet und machen die Pyramide damit in der Umgebung einzigartig. 2011 wurden alle etwa 65 Zentimeter großen, gedrechselten Figuren vom Schnitzer Klaus Kleditzsch aufgearbeitet. |
| Ortspyramide Pöhla                           | Pöhla (Schwarzenberg/Erzgeb.)          | 50° 30′ 30″ N, 12° 48′ 53″ O | 1987               | Fünfetagige Stabpyramide, die ca. 3,80 Meter hoch ist. Sie wurde geschaffen vom Harfenbaumeister B. Riedel und seinen Mitarbeitern. Die filigran gedrechselten Figuren zeigen auf der untersten Ebene eine Bergmannsblaskapelle, die nächsten drei Ebenen die Christigeburt und ganz oben drei klassische Lichterengel. |
| Ortspyramide Raschau (Ortszentrum)           | Raschau (Raschau-Markersbach)          | vor Hauptstraße 64 50° 31′ 54″ N, 12° 49′ 59″ O | 1973               | Die 5,3 Meter hohe Stockwerkspyramide wurde vom örtlichen Schnitzverein geschaffen. Auf den drei Etagen befinden sich ortstypische Figuren. |
| Ortspyramide Raschau (Siedlung des Friedens) | Raschau (Raschau-Markersbach)          | neben Straße des Friedens 18 50° 31′ 31″ N, 12° 49′ 31″ O                                                                                           |                    | Stockwerkspyramide mit zwei Etagen. Auf der unteren Etage befinden sich Engel, Bergmann und Nussknacker, auf der Etage darüber eine Kurrende. |
| Ortspyramide Reifland                        | Reifland (Pockau-Lengefeld)            | Dorfplatz 50° 44′ 17″ N, 13° 12′ 39″ O | 2007               | Die Pyramide ist etwa 3,5 Meter hoch und wurde von Handwerkern der Arbeitsgruppe Pyramide des Heimatvereines Reifland geschaffen. Auf dem unteren Drehteller spiegeln Handwerksbursche, Ziehharmonikaspieler, Händlerin, Torfstecher, Förster und Nachtwächter die Orts- und Regionalgeschichte wider. In der Mitte sind die Figuren Maria und Josef an der Krippe mit den drei Weisen und Schafe zu sehen und auf der obersten Ebene drehen Engel ihre Runden. |
| Ortspyramide Reitzenhain (neu)               | Reitzenhain (Marienberg)               | vor dem Rathaus 50° 33′ 38″ N, 13° 13′ 9″ O | 2018               | Pyramide mit vier Etagen. Auf der unteren Etage befinden sich Figuren mit dem Thema Weihnachten und Winter (u. a. ein Weihnachtsmann, ein Schneemann und ein Kind), eine Etage darüber stehen Figuren mit ortsüblichen Tätigkeiten. Auf der dritten Etage befinden sich Bergmänner und Engel. Ganz oben drehen sich drei Olbernhauer Reiterlein. Nach der Sanierung der Reitzenhainer Ortspyramide im Jahr 2018 wurden das Flügelrad, die Welle und alle vorhandenen Figuren von der 1988 erbauten Ortspyramide an der Wendeschleife in die neue Ortspyramide am Standort vor dem Rathaus übernommen. Die Holzkonstruktion, der mit Holz verkleidete Stahlsockel und der Motor wurden neu gefertigt. |
| Ortspyramide Rittersgrün                     | Rittersgrün (Breitenbrunn/Erzgeb.)     | gegenüber Karlsbader Straße 59 50° 28′ 19″ N, 12° 48′ 17″ O                                                                                         | 1996               | Pyramide in Form eines Baum mit vier Stockwerken. Auf der unteren Etage befinden sich Figuren der biblischen Weihnachtsgeschichte. Auf der darüberliegenden Etage befinden sich Waldarbeiter und Förster. Die dritte Etage zeigt Bergmänner und auf der obersten Etage befinden sich Engel. Die Pyramide besitzt ein kleiner Glockenspiel, das bei jeder Umrundung läutet. |
| Ortspyramide Rübenau                         | Rübenau (Marienberg)                   | Dorfplatz, gegenüber des Gasthofs Weißer Hirsch 50° 35′ 53″ N, 13° 18′ 9″ O                                                                         | 2001               | Pyramide mit einem Drehteller, in dessen Mitte sich ein Kohlemeiler befindet. Dieser weist wie die Figuren Köhler, Nagelschmied, Schütze, Förster, Feuerwehrmann und Kräuterweibel (ehemals) auf ortstypische Tätigkeiten hin. Die Motorradfreunde Rübenau, denen als Ideengeber auch die Pyramide gehört, verewigten sich mit einem Motorradfahrer auf der Pyramide. Am Rand des Drehtellers befindet sich eine Holzhütte. Über dem Meiler dreht sich eine Engelkapelle mit drei Figuren. |
| Ortspyramide Satzung                         | Satzung (Marienberg)                   | Ortsmitte, Hauptstraße 50° 31′ 37″ N, 13° 11′ 41″ O                                                                                                 | 1972               | 4,5 Meter hoch, geschaffen von ortsansässigen Bürgern. |
| Ortspyramide Scharfenstein                   | Scharfenstein (Drebach)                | Bahnhofsstraße 50° 42′ 12″ N, 13° 3′ 23″ O | 2022               | Die 5 Meter hohe Pyramide ist eine stilisierte Nachbildung des steinernen Eingangsportals der Burg Scharfenstein. Die Figuren wurden vom Vorgängermodell, welches eine stilisierte Nachbildung der Burg Scharfenstein war, übernommen. Auf dem unteren Drehteller befinden sich die Figuren von Karl Stülpner, des Herrn von Einsiedel, Grenadier vom Regiment Prinz Maximilian, Gerichtsdiener und Hofjäger. Auf dem oberen Drehteller im Turm befinden sich Figuren einer Bläsergruppe. Der Ersatzneubau der Scharfensteiner Ortspyramide wurde erforderlich, da das marode Vorgängermodell beim Abbau für die Generalreparatur im Jahr 2021 irreparabel zusammengebrochen war. Ortsansässige Firmen bauten daraufhin eine neue, haltbarere Pyramide aus verzinktem Stahl und glasfaserverstärktem Kunststoff. Eingeweiht wurde die neue Scharfensteiner Ortspyramide zunächst im Advent 2022 am Bahnhofsparkplatz gegenüber des eigentlichen Standorts, der zunächst von Bewuchs befreit werden musste. Im Sommer 2023 erfolgte die Verlagerung der Pyramide mittels eines Krans an den ursprünglichen Standort. |
| Ortspyramide Scheibenberg                    | Scheibenberg                           | Markt 50° 32′ 26″ N, 12° 54′ 42″ O | 1998               | Geschaffen von ortsansässigen Unternehmen und Handwerkern sowie dem örtlichen Schnitzverein. Die unterste Ebene erinnert mit ihren Figuren an die Bergbauvergangenheit von Scheibenberg. In der mittleren Etage ist die Weihnachtsgeschichte dargestellt und in der oberen Etage drehen bedeutende Figuren der Stadtgeschichte ihre Runden. |
| Ortspyramide Schlettau                       | Schlettau                              | Markt 50° 33′ 32″ N, 12° 57′ 5″ O | 1978               | 5,5 Meter hohe Stabpyramide, geschaffen vom Schnitzverein „Glück auf!“ |
| Ortspyramide Vorderschlößchen                | Schlößchen (Amtsberg)                  | Vorderschlößchen, vor dem Rittergut 50° 44′ 40″ N, 13° 2′ 18″ O                                                                                     | 2023               | Pyramide mit drei Etagen und einer Höhe von 4,20 m, errichtet von den Mitgliedern des „Kulturverein Schlößchen e. V.“. Bereits seit Beginn der 1980er Jahre existierten in Schlößchen zwei baugleiche Schwibbogen-Pyramiden, deren Drehteller jedoch kleiner sind als die der üblichen Ortspyramiden in der Region. Bereits seit 2016 war eine Erneuerung an der Pyramide in Vorderschlößchen geplant, jedoch wegen vorrangiger Suche nach einem neuen Aufstellort zurückgestellt. Durch die davon abweichende Neukonzipierung als Pyramide mit drei Drehtellern bietet sich die Möglichkeit, die ursprünglichen Figuren der Schwibbogen-Pyramiden von Vorderschlößchen und Hinterschlößchen auf einer Pyramide zu vereinigen. Die neueren Figuren der bisherigen Schwibbogen-Pyramide in Vorderschlößchen finden sich seitdem in Hinterschlößchen. Auf der unteren Etage befinden sich die ursprünglichen Figuren Engel, Nussknacker, Bergmann und Räuchermännchen der Schwibbogen-Pyramide von Hinterschlößchen, die im Zuge der Neugestaltung 2016 für ein paar weitere Jahre in Vorderschlößchen zu sehen waren. Die Figuren der mittleren Etage sind die ursprünglichen Figuren der Schwibbogen-Pyramide von Vorderschlößchen, welche hier bis zur Neugestaltung um 2016 zu sehen waren. Sie sind allesamt lokale Originale, darunter Marga Gründig, die gute Seele vom Dorfkonsum, Epperlein Karl mit Ziehharmonika, Schafscherer Otto Vogel und Minibauer Heinz Gottschalk mit Pferdefuhrwerk. Der obere Teil ist neu geschaffen und zeigt zwei Bäume und eine Miniatur des örtlichen Ritterguts Porschendorf (Schlößchen), das dem Ort seinen Namen gab. Der Sockel der Ortspyramide zeigt historische und aktuelle Fotos örtlicher Gebäude im Vergleich (Rittergut, Schule, Kirche), sowie Krokusblüten, für die Schlößchen neben Drebach berühmt ist. |
| Ortspyramide Hinterschlößchen                | Schlößchen (Amtsberg)                  | Hinterschlößchen, vor der ehemaligen Schule 50° 44′ 9″ N, 13° 2′ 46″ O                                                                              | 1980               | Schwibbogen mit Pyramidendrehwerk, baugleich zum ehemaligen Exemplar von Vorderschlößchen. Den stählernen Schwibbogen mit Silhouetten von zwei Bäumen fertigte ein Schmied aus Zschopau, die übrigen Arbeiten erledigten Ernst Hunger und Kollegen vom Rat des Kreises in Feierabendtätigkeit. Auf dem Teller befanden sich ursprünglich die Figuren Engel, Nussknacker, Bergmann und Räuchermännchen. Sie wurden aus Holz von alten Telegrafenmasten geschnitzt, was der Mangelwirtschaft zur Zeit ihrer Erbauung geschuldet war. Nachdem ursprünglich eine Erneuerung an der Pyramide in Vorderschlößchen geplant war, jedoch wegen vorrangiger Suche nach einem neuen Aufstellort zurückgestellt wurde, überarbeitete man alternativ ab Mai 2016 das Pyramidendrehwerk in Hinterschlößchen. Ernst Hunger und Siegbert Seyberth vom Amtsberger Schnitzverein ersetzten den ursprünglichen Teller sowie die Figuren durch zwei Drehteller mit ausgesägten Figuren, welche die Motive der Geburt Christi darstellten. Dabei drehten sich die Heiligen Drei Könige über Maria, Josef und Jesuskind in der Krippe sowie Hirten mit Schafen und einem Esel. Die bisherigen Figuren wurden zeitweise in der baugleichen Schwibbogen-Pyramide in Vorderschlößchen aufgestellt. Mit der Einweihung der neuen Ortspyramide von Vorderschlößchen im Advent 2023, auf welcher u. a. die ursprünglichen Figuren Engel, Nussknacker, Bergmann und Räuchermännchen Platz fanden, erhielt das Pyramidendrehwerk von Hinterschlößchen den Drehteller samt aktueller Figuren (Weihnachtsmann, zwei Kinder, Hund, Schlitten) des ehemaligen Pyramidendrehwerks von Vorderschlößchen. |
| Ortspyramide Schmalzgrube                    | Schmalzgrube (Jöhstadt)                | Am Bahnhof 50° 31′ 52″ N, 13° 7′ 49″ O | 1999               | Die Idee zum Bau hatte der Bürger Thomas Störzel, gebaut wurde sie nach insgesamt zweijähriger Planungs- und Bauzeit von der in Jöhstadt ansässigen Dietel Bauelemente GmbH. Die Pyramide ist in ihrer Form dem in der Nähe befindlichen historischen Schmelzofen nachempfunden. Der Firmeninhaber Thomas Dietel sponserte ebenso die für die Entwicklung des Ortes bedeutenden Berufe repräsentierenden Figuren, die Krippe ist eine Leihgabe des Ideengebers. |
| Ortspyramide Schneeberg                      | Schneeberg                             | Markt vor dem Rathaus 50° 35′ 43″ N, 12° 38′ 29″ O                                                                                                  | 1966 / 2000        | Acht Meter hohe, sechsetagige Göpelwerkspyramide, die von der Schnitzgemeinschaft Schlägel und Eisen geschaffen wurde. Ursprünglich war die Pyramide mit gedrechselten Bergmannsfiguren des historischen und modernen Bergbaus bestückt. In den Jahren 1999/2000 wurde die Schneeberger Ortspyramide rekonstruiert und mit geschnitzten Figuren umgestaltet. Die vier Drehteller sind seitdem mit Figuren nach bergmännischer und biblischer Tradition geschmückt. Auf der obersten Ebene befindet sich eine Kurrende, die zweite Etage von oben ist mit Bergwerkshandwerkern in Paradetracht besetzt. Die dritte Etage von oben zeigt bedeutende Persönlichkeiten der Bergstädte Neustädtel und Schneeberg, der Gemeinde Bad Schlema und verdiente Bergbeamte der Region (Oberberghauptmann August von Herder, Montanunternehmer Veit Hans Schnorr von Carolsfeld, Blaufarbenwerksmeister Richard Friedrich, Blaufarbenwerksaufseher Lippold, Bergmaschinendirektor Christian Friedrich Brendel, Bergverwalter Richard Tröger, Oberbergmeister Martin Planer und Obersteiger Johannes Schmidt). Auf der untersten Ebene ist eine bergmännische Krippe und einer weiteren Figurengruppe (Frau mit Brot, Turmsänger, Bergmusiker, Mädchen, Hirtenjunge mit Erzgebirgsziege) zu sehen. Die Pyramide hat die Gestalt eines Förderturms mit einem Holzdach, das auch gleichzeitig die Figuren vor direktem Witterungseinfluss schützt. An dem viereckigen Oberteil sind Wappen von Bergbaustädten angebracht. Eine Seite trägt das Wappen des sächsischen Bergbaus. |
| Ortspyramide Schönbrunn                      | Schönbrunn (Wolkenstein)               | Dorfstraße 50° 39′ 14″ N, 13° 3′ 4″ O | 2008               | |
| Ortspyramide Schönfeld                       | Schönfeld (Thermalbad Wiesenbad)       | Ehemaliges Rathaus 50° 37′ 2″ N, 12° 59′ 3″ O | 1989               | Ca. 6 m hohe Pyramide in Form einer stilisierten Kaue. Geschaffen wurde sie u. a. vom Schnitz- und Bastelverein Schönfeld e. V. 14 gedrechselte und bemalte Figuren auf drei Drehtellern. Die Antriebswelle ist mit einem Holzstab verkleidet. Untere Etage: Lichterengel, -bergmann, Räuchermänner (Lichtertürke, Nachtwächter, Waldarbeiter), das Olbernhauer Reiterlein. Mitte: Weihnachtsmann, zwei spielende Kinder und ein Schneemann. Oben: eine Kurrende mit vier Figuren. |
| Ortspyramide Schönheide                      | Schönheide                             | Rathausplatz 50° 30′ 12″ N, 12° 32′ 7″ O |                    | |
| Ortspyramide Schwarzbach                     | Schwarzbach (Elterlein)                | Hauptstraße 50° 33′ 51″ N, 12° 52′ 3″ O | 1996               | Die Idee zum Bau der 6,40 m hohen Pyramide lieferte der Bürger Berthold Fiedler. Das Gestell wurde in Eigenleistung der Interessengemeinschaft Pyramide Schwarzbach gebaut, die Figuren vom Volkskunstkeller Schreier in Elterlein gefertigt. Auf der unteren Etage ist die biblische Christgeburt dargestellt. Auf der mittleren Etage ist eine erzgebirgische Waldszene zu sehen. Die obere Etage ist mit einem Engel und einem Weihnachtsmann bestückt. Am Dach der Pyramide ist eine Glocke angebracht, die bei jeder Umdrehung angeschlagen wird. |
| Ortspyramide Schwarzenberg                   | Schwarzenberg/Erzgeb.                  | Vor dem Unteren Tor 50° 32′ 18″ N, 12° 47′ 3″ O | 1934               | → Hauptartikel : Krauß-Pyramide |
| Ortspyramide Sehma                           | Sehma (Sehmatal)                       | An der Sparkasse 50° 32′ 9″ N, 12° 59′ 42″ O | 1978               | Die dreietagige, vier Meter hohe Stockwerkspyramide wurde 1978 komplett erneuert – quasi ein Neubau. Das Original wurde bereits 1950 vom Sehmaer Krippenverein mit Unterstützung eines Kollektivs des ehem. „VEB Garnveredlungswerk“. erbaut, es war mit gedrechselten Figuren bestückt und in Rot und Blau gehalten. Am Flügelrad waren Glöckchen befestigt. Das aktuelle Exemplar hat einen festen Sockel und erinnert optisch etwas an eine Stubenpyramide. Die Glöckchen sind hier in den Bögen der Stockwerke. Geschnitzte und bemalte typische Figuren, die typische Figuren zeigen (Waldarbeiter, Berufe und Tätigkeiten des Ortes, Schäfer mit Herde). |
| Ortspyramide Sorgau                          | Sorgau (Marienberg)                    | Begegnungszentrum Sorgau 50° 40′ 42″ N, 13° 15′ 9″ O                                                                                                |                    | Die Sorgauer Ortspyramide besitzt zwei Etagen. Auf dem unteren Teller befindet sich eine Bergkapelle, die Figuren des oberen Tellers sind Figuren mit ortstypischen Tätigkeiten. Jährlich zu Lichtmess am 2. Februar wird die Sorgauer Ortspyramide „ausgeknipst“. |
| Ortspyramide Sosa                            | Sosa (Eibenstock)                      | Pfarrplatz 50° 29′ 49″ N, 12° 39′ 12″ O | 1998               | Dreietagige, acht Meter hohe Stabpyramide. Gezeigt werden Christi-Geburt sowie Szenen der Waldarbeit und des Bergbaus. Auf den Etagen finden sich insgesamt 14 geschnitzte 70 bis 100 Zentimeter hohe Lindenholzfiguren des ortsansässigen Schnitzers Matthias Vogel. Auf der unteren Etage ist heilige Familie mit Maria, Josef und Jesuskind, den Heiligen Drei Königen, Stall, Hirte, Brunnenfrau, Ochse, Esel und Schafen dargestellt. Darüber sind typisch erzgebirgische Figuren, wie Waldmann und -frau, Förster sowie Bergmann zu sehen und zuoberst drehen jeweils zweimal Engel und Bergmann ihre Runden. Die Pyramide wird ganzjährig genutzt. Durch Abnahme des Flügelrades und die Verkleidung der oberen Bereiche in den Sommermonaten erhält sie das Aussehen eines Holzmeilers. Die unterste Ebene dient dann als Ausstellungsfläche für Schnitzerzeugnisse. |
| Ortspyramide Spinnerei                       | Spinnerei (Drebach)                    | Talstraße 50° 41′ 38″ N, 12° 59′ 11″ O | ca. 1960           | Das in den 1960er Jahren von der Fa. Franz Karl gefertigte Exemplar stand ursprünglich in Venusberg und wurde nach einer Überarbeitung durch G. Salevsky und G. Heeger 1996 nach Spinnerei umgesiedelt. Die Figuren waren aus Hartpolystyrol und geschnitzt und bemalt von Erich Haase aus Drebach. Die Pyramide ist einem Nadelbaum nachempfunden und zeigt Waldmotive, sowohl am Sockel als auch in der Figurengestaltung (Jäger, Nachtwächter, Holzsammler; oben Rehe). |
| Ortspyramide Steinbach                       | Steinbach                              | Rathaus 50° 33′ 21″ N, 13° 9′ 44″ O | 1989               | |
| Ortspyramide Stollberg                       | Stollberg/Erzgeb.                      | Hauptmarkt 50° 42′ 30″ N, 12° 46′ 42″ O | 1975               | Bereits 1936 stand vor dem Rathaus ein etwa vier Meter hohes Vorgängermodell, über ihren Verbleib ist jedoch nichts bekannt. Die aktuelle Pyramide von 1975 ist eine dreietagige, acht Meter hohe Stabpyramide. Im Auftrag des damaligen Rat des Kreises wurde unter Zuhilfenahme eines Elektromotor für Gewindeschneidmaschinen in der Nadelstab- und Maschinenfabrik in Stollberg innerhalb nur eines Tages der Antrieb gebaut. Auf der untersten Etage sind ausschließlich Figuren des Bergbaus dargestellt. In der Mitte stehen Figuren in alltäglichen Situationen und auf der obersten Etage drehen vier Jäger ihre Runden. Am 3. Advent 1975 drehte sich die Pyramide erstmals zur Probe. |
| Außenpyramide Stollberg (Landratsamt)        | Stollberg/Erzgeb.                      | vor dem Landratsamt 50° 42′ 31″ N, 12° 46′ 27″ O |                    | Dreietagige Pyramide. Auf der oberen Etage drehen sich drei musizierende Engel, in der Mitte drei Bergmänner und auf der unteren Etage die heilige Familie und ein Hirte mit Schaf. |
| Ortspyramide Tannenberg                      | Tannenberg                             | Am Gemeindeamt 50° 36′ 21″ N, 12° 56′ 54″ O | 1996               | Das Pyramidenhaus ist in seiner Gestalt einer Kaue nachempfunden. In Gemeinschaftsarbeit nach einer Idee von Carl-Heinz Westenburger. Unter dem Dach ist eine typische erzgebirgische Wohnstube mit Kachelofen und Ofenbank in der Mitte dargestellt. Links sitzt die Frau und schaukelt das Kind in der Wiege, während rechts der Mann dem Handwerk nachgeht. Auf dem Ofen dreht sich eine Pyramide mit den Figuren von Hauer, Jäger und Waldarbeiter. Der Pyramidensockel ist aus Naturstein gefertigt. Die Großfiguren stammen von geyerischen Schnitzern, die kleinen Figuren der Pyramide auf dem Ofen sind vom Tannenberger Schnitzverein gestaltet. |
| Ortspyramide Thalheim                        | Thalheim/Erzgeb.                       | Rathaus 50° 42′ 9″ N, 12° 51′ 5″ O | 1977               | Die sechs Meter hohe Stabpyramide entstand durch ein Kollektiv unter der Leitung des Stadtausschusses der Nationalen Front. Mit dem Abbau zu Beginn des Jahres 2017 wurden die ursprünglichen, morsch und vom Pilz befallen Holzfiguren abgenommen, farblich ausgebessert und erhalten zukünftig einen Ehrenplatz im Haus der Heimatkunde. Bei einem Spendenaufruf für neue Figuren wurden 7000 € gesammelt. Zehn neue geschnitzte und bemalte Figuren fertigte der Holzbildhauer Jens Fischer, zwei weitere der örtliche Schnitzzirkel. Jede der Figuren ist zwischen 48 und 64 Zentimeter groß und wiegt etwa ein Kilogramm. Auf der obersten Etage finden sich drei Kurrende-Sänger, in der Mitte Figuren der Weihnachtsgeschichte sowie ganz unten Holzarbeiter, Strumpfwirkerin, Bergmann, Weihnachtsmann und ein Pilzweibchen. |
| Ortspyramide Thum                            | Thum                                   | an der St.-Annen-Kirche 50° 40′ 17″ N, 12° 57′ 1″ O                                                                                                 | 1983               | Die Idee zum Bau hatte der damalige Ortspfarrer Johannes Schädlich, der in einem Arbeitskreis zu der Erfindern der Pyramide gehörte und deren Kirchgemeinde auch den Auftrag zum Bau gab. Die als Haus gestaltete Pyramide mit dem Thema Geburt Christi ist 5,6 Meter breit. Die insgesamt zwölf Figuren haben eine Höhe von bis zu einem Meter. Im Inneren werden die Heilige Familie und ein betender Hirte im angedeuteten Stall dargestellt. Außen herum laufen die Heiligen Drei Könige aus dem Morgenland und ein Hirte mit Schafen. |
| Bergmannspyramide Thum                       | Thum                                   | beim Rathaus 50° 40′ 15″ N, 12° 57′ 13″ O | 1969               | Die schlichte Bergmannspyramide mit vier Bergmannsfiguren nahe dem Rathaus entstand durch die Arbeitsgemeinschaft Schnitzen Thum, dessen Nachfolger der heutige Schnitz- und Klöppelverein Thum e. V. ist. |
| Ortspyramide Venusberg                       | Venusberg (Drebach)                    | Dorfplatz (Venusberger Hauptstraße) Bei Gemeindeamt 50° 41′ 55″ N, 13° 1′ 2″ O                                                                      | 1996               | Das Vorgängermodell aus den 1960er Jahren wird seit 1996 im nahegelegenen Spinnerei aufgestellt. Die 6 Meter hohe, thematisch an ihre Vorgängerin angelehnte Pyramide wurde von Matthias Beck entworfen. Sie zeigt unten Waldmotive, Jäger, Pilzsammlerin und Holzsammler. Darüber Tiere des Waldes. |
| Ortspyramide Waldkirchen                     | Waldkirchen/Erzgeb. (Grünhainichen)    | Feuerwehrhaus 50° 46′ 2″ N, 13° 6′ 35″ O (bis 2013/14 ehem. Gemeindeverwaltung)                                                                     | 1975               | Die 3,5 Meter hohe Pyramide mit zwei Stockwerken und quadratischem Grundriss wurde von ortsansässigen Bürgern im Rahmen des Nationalen Aufbauwerks geschaffen. Unten sind bemalte Flachrelief-Figuren (also gesägt und beschnitzt) zu sehen, die ortstypische Tätigkeiten und Berufe zeigen. Oben dann gedrechselte Figuren wie Nussknacker und Räuchermännchen. |
| Ortspyramide Walthersdorf                    | Walthersdorf (Crottendorf)             | Hauptstraße 50° 32′ 31″ N, 12° 57′ 17″ O | 2005               | Die achteckige, 3,8 Meter hohe Pyramide ist in ihrer Gestalt dem Schul- und Rathausturm nachempfunden. Auf dem unteren Drehteller ist die Christusgeburt dargestellt. Auf der oberen Ebene sind Figuren in regionaltypischen Berufen zu sehen. Zum Schutz vor der Witterung ist das Pyramidenhaus verglast. Das Flügelrad ist aus Blech, mit eingestanzten Sternen. |
| Ortspyramide Warmbad                         | Warmbad (Wolkenstein)                  | An der Kurpromenade 50° 39′ 52″ N, 13° 4′ 54″ O | 2001               | Ca. 6,5 Meter hohe Stabpyramide, die vom Erzgebirgischen Heimatverein Gehringswalde mit Warmbad e. V. erbaut wurde. Warmbad ist ein Kurort, entsprechend zeigt auch die Pyramide dazu passende Szenen. Ganz unten sind die Sponsoren um eine Weihnachtsmarktszene angeordnet. Neben einer Bergkapelle und dem Weihnachtsmann zählt auch der Volksdichter Anton Günther zu den Figuren. Der zweite Drehteller zeigt das historische Badehaus samt Patient, Arzt, Krankenschwester und Kurfürst Johann Georg III. Ganz oben sieht man Bergleute des Silberbergbaus. |
| Ortspyramide Waschleithe                     | Waschleithe (Grünhain-Beierfeld)       | An der Gemeindeverwaltung 50° 33′ 44″ N, 12° 49′ 53″ O                                                                                              | 1998               | Dreietagige Stabpyramide mit einer Höhe von fünf Metern. Auf der unteren Etage befinden sich Bergmänner. Die mittlere Etage ist mit Figuren bestückt, die historische ortstypische Gewerke ausführen (Harzer, Förster, Bauern, Waldleute). Auf der oberen Etage befinden sich Vertreter des örtlichen Brauchtums (Klöpplerin, Schnitzer, Spinnerin). |
| Ortspyramide Weißbach                        | Weißbach (Amtsberg)                    | An der Kirche 50° 44′ 6″ N, 13° 0′ 51″ O | 1989               | Pyramidenhaus in Fachwerkoptik. In der Advents- und Weihnachtszeit befinden sich auf dem Drehteller die Figuren der biblischen Christgeburt, über denen im oberen Teil Engel und Bergmann zu sehen sind. Die restliche Zeit des Jahres ist das Bauwerk ohne Flügelrad ein Wetterhaus. Im Unterschied zur Weihnachtsvariante ist der Hintergrund in Fachwerkoptik gestaltet und die beiden Figuren (Mann und Frau) bewegen sich nicht. Statt Engel und Bergmann sind über ihnen nur zwei Türen zu sehen. Die Weißbacher Ortspyramide ist eine Station des „Weißbacher Krippen- und Pyramidenwegs“. Eine Miniatur der Weißbacher Ortspyramide ist in der Schauanlage „Mini-Weißbach“ in der Nähe zu finden. |
| Ortspyramide Wernsdorf                       | Wernsdorf (Pockau-Lengefeld)           | Ortsmitte 50° 42′ 0″ N, 13° 16′ 2″ O | 1979               | Geschaffen von der AG Schnitzen mit Kindern, dem heutigen örtlichen Schnitzverein. |
| Ortspyramide Wiesa                           | Wiesa (Thermalbad Wiesenbad)           | Ortsmitte, nahe Feuerwehrhaus 50° 36′ 37″ N, 13° 1′ 3″ O                                                                                            |                    | Pyramide mit drei Etagen. Auf der unteren befindet sich die Szene der biblischen Christgeburt, auf der mittleren Etage Personen des dörflichen Alltags und auf der oberen Etage eine Kurrende. |
| Ortspyramide Wiesenbad                       | Wiesenbad (Thermalbad Wiesenbad)       | Kurpark 50° 37′ 11″ N, 13° 2′ 45″ O | 2011               | Die fünf Meter hohe Pyramide hat die Form des ehemaligen Brunnenhauses der Hiobsquelle, das in den 1950er Jahren abgerissen wurde. Es sind fünf jeweils einen Meter hohe Figuren zu sehen, die mit der Historie des Ortes eng verbunden sind. Darunter ein Schäfer (der die Hiobsquelle entdeckt haben soll), Bergmann, Badefrau, eine weibliche Figur mit Spinnrad und die sächsische Kurfürstin Sophie. Die Idee der Pyramide stammt von dem Architekten Frank Schönherr, dem Bauingenieur Udo Neisz und den beiden Zimmerleuten Uwe Hilbert und Ingolf Hörschel. Sie fertigten im Jahr 2009 zunächst ein Modell und holten sich mit dessen Vorstellung die Zustimmung der Gemeindevertreter. Der Sockel kam von der Firma Doppelhans aus Wiesa. Der Bau der Pyramide kostete 32.000 Euro. |
| Ortspyramide Wildbach                        | Wildbach (Bad Schlema)                 | Am Kindergarten 50° 37′ 52″ N, 12° 39′ 15″ O | 2007               | |
| Ortspyramide Wildenthal                      | Wildenthal (Eibenstock)                | Im Park des Herrenhauses 50° 27′ 9″ N, 12° 37′ 54″ O                                                                                                | 1961               | Vieretagige, sieben Meter hohe Stabpyramide auf gemauertem Granitsteinsockel. Geschaffen wurde sie in sogenannter VMI. Die Figuren spiegeln das dörfliche Leben und die Arbeit im Gebirge wider. Auf der unteren Etage befindet sich ein Holzschlepper mit Langholzpferdefuhrwerk. Auf der zweiten Etage Holzweibl, Garben tragende Bäuerin, Wandersmann und Pilzsammlerin. Die dritte Etage zeigt eine Klöppelfrau, einen Bergmann in Habit sowie einen Bergmann in Arbeitskleidung mit Erzlore. Auf der vierten Etage drehen eine tanzende Frau und ein Ziehharmonika spielender Mann ihre Runden. Die Pyramide mitsamt Figuren ist ganzjährig aufgestellt. |
| Ortspyramide Witzschdorf                     | Witzschdorf (Gornau/Erzgeb.)           | Platz vor der Martin-Luther-Kirche 50° 46′ 29″ N, 13° 4′ 45″ O                                                                                      | 1981               | Auf drei Etagen finden sich weihnachts-, winter- und regionaltypische, gedrechselte Figuren, darunter Rupprich, Schneemann, Bergmann, Engel und Nussknacker. |
| Ortspyramide Wolkenstein                     | Wolkenstein                            | Markt 50° 39′ 21″ N, 13° 4′ 0″ O | 1988               | Die Pyramide ist etwa zehn Meter hoch und zeigt zwölf etwa 120 cm große geschnitzte Figuren. Außerhalb der Weihnachtszeit sind diese Figuren im Wolkensteiner Heimatmuseum zu sehen. Nach den dortigen Angaben wurden die Figuren von Fritz Martin in den Jahren 1987/1988 geschgnitzt. Sie stellen unter anderem mehrere Bergleute, einen wandernden Händler, eine Holzsammlerin dar |
| Ortspyramide Wünschendorf                    | Wünschendorf (Pockau-Lengefeld)        | Platz der Jugend 50° 44′ 26″ N, 13° 10′ 28″ O | 1971               | Auf Anregung der damaligen Gemeindeverwaltung schlossen sich 1971 interessierte Bürger in einer Arbeitsgruppe zum Pyramidenbau zusammen. Unter zahlreichen Hinweisen und Vorschlägen für die Gestaltung wurde schließlich der Entwurf eines Kunsthandwerkes für eine dreietagige, 4,5 Meter hohe Stabpyramide umgesetzt. Gefertigt wurde sie von ortsansässigen Handwerkern und Betrieben. Auf dem unteren Teller finden sich die für das Erzgebirge typische Figuren Bergmann und Engel, Nussknacker sowie Förster, Pilzsucher und Nachtwächter als Räuchermännchen. In der Mitte ist in Anlehnung an die Blasmusiktradition im Ort eine Blasmusikkapelle zu sehen. Zuoberst dreht eine Eisenbahn ihre Runden, die für den Anteil der Eisenbahn im Flöhatal an der Entwicklung des Ortes steht. |
| Ortspyramide Zöblitz                         | Zöblitz (Marienberg)                   | Am Marktplatz 50° 39′ 30″ N, 13° 13′ 52″ O | 1979               | Die 5 Meter hohe, dreietagige Stockwerkspyramide zeigt als Besonderheit geschnitzte Märchenfiguren, welche wie die Pyramide vom örtlichen Schnitzverein hergestellt wurden. |
| Ortspyramide Zschopau                        | Zschopau                               | Neumarkt 50° 44′ 51″ N, 13° 4′ 8″ O (vorher An den Anlagen)                                                                                         | 1977               | Die sieben Meter hohe Stabpyramide wurde vom Zschopauer Weihnachtsbauverein geschaffen. Der örtliche Erzgebirgszweigverein organisiert in den 2010er Jahren den Betrieb. |
| Ortspyramide Zschorlau                       | Zschorlau                              | August-Bebel-Straße 50° 33′ 49″ N, 12° 38′ 37″ O | 2005               | Das 5,40 Meter hohe stählerne Pyramidengestell stellt das Fördergerüst des unweit gelegenen Türkschachtes dar. Erstellt wurde dieses von einem ortsansässigen Schlossermeister. Die 17 bis zu 90 Zentimeter großen gedrechselten Figuren entstammen der Hubrig Volkskunst GmbH. Auf den vier Ebenen sind Christi Geburt, bergmännische und erzgebirgstypische Traditionen sowie Kurrende dargestellt. |
| Ortspyramide Zwönitz                         | Zwönitz                                | Am Markt 50° 37′ 48″ N, 12° 48′ 45″ O | 1968               | Dreietagige, acht Meter hohe Stockwerkspyramide mit geschnitzten und bemalten Figuren, die die Geschichte des Ortes widerspiegeln. Das blau bemalte Flügelrad symbolisiert das Himmelszelt. Erwähnenswert ist, dass der damalige SED-Ortsparteisekretär 1969 eine angedachte Engelsfigur verbieten wollte. Dieser Streit ging bis zum DDR-Kultusminister Klaus Gysi, welcher entschied, dass ein gedrechselter Seiffener Lichterengel hergestellt werden musste. |

Bemerkungen zur Sonderrolle des „Spielzeugdorfs“ Seiffen
Bereits 1650 werden erstmals urkundlich in Seiffen ansässige Holzdrechsler genannt, die Gebrauchsgegenstände herstellten. Frühzeitig wurde zudem Holzspielzeug gefertigt. Ab 1760 wurde „Seiffener Ware“ europaweit gehandelt, ab 1784 auch nach Übersee exportiert. Das Holzwarengewerbe entwickelte sich bis zur ersten Hälfte des 19. Jahrhunderts zum bestimmenden Erwerbszweig.
Anfang der 1930er Jahre gab es Bestrebungen, eine zentrale Werbeausstellung für regionale Holzwarenerzeugnisse zu schaffen. 1936 eröffnete in der 1852 eingerichteten staatlichen Spielwarenfachschule die Spielzeug-Werbeschau Seiffen, darauf aufbauend wurde 1953 am Standort das Heimat- und Spielzeugmuseum eingerichtet. Zu Werbezwecken bedienten sich – und bedienen sich bis heute – regionale Hersteller auch meist überdimensionaler Einzelstücke in wetterfester Freilandversion an den Produktions- bzw. Verkaufsstätten im Ort. – So auch von Weihnachtspyramiden.
Die erste in der Weihnachtszeit für die Öffentlichkeit sichtbare Pyramide im Ort, ist ein 9,35 Meter hohes Exemplar an der Hauptstraße 139. Sie warb für den VEB VERO und wurde von damaligen Mitarbeitern in ihrer Freizeit gebaut. Als Gestaltungsvorlage diente eine Zimmervariante, die der Betrieb produzierte. 1970 wurde sie erstmals aufgestellt, seit 1974 bleibt diese Pyramide ganzjährig stehen. Seit 1989 ist sie in Privateigentum. Die zweite, ständig sichtbare und werbende Pyramide steht vor dem „Pyramidenhaus“ in der Nähe des Rathauses. Insbesondere seit der politischen Wende kamen weitere, kommerzielle Freilandpyramiden hinzu.
Die bis dato einzige, nichtkommerzielle Freilandpyramide im Ort, befindet sich auf dem Vorplatz der „Holzspielzeugmacher- und Drechslerschule Seiffen“.

## Ehemalige und/oder nicht mehr existente Ortspyramiden
Erste Ortspyramide des Erzgebirges in Frohnau 

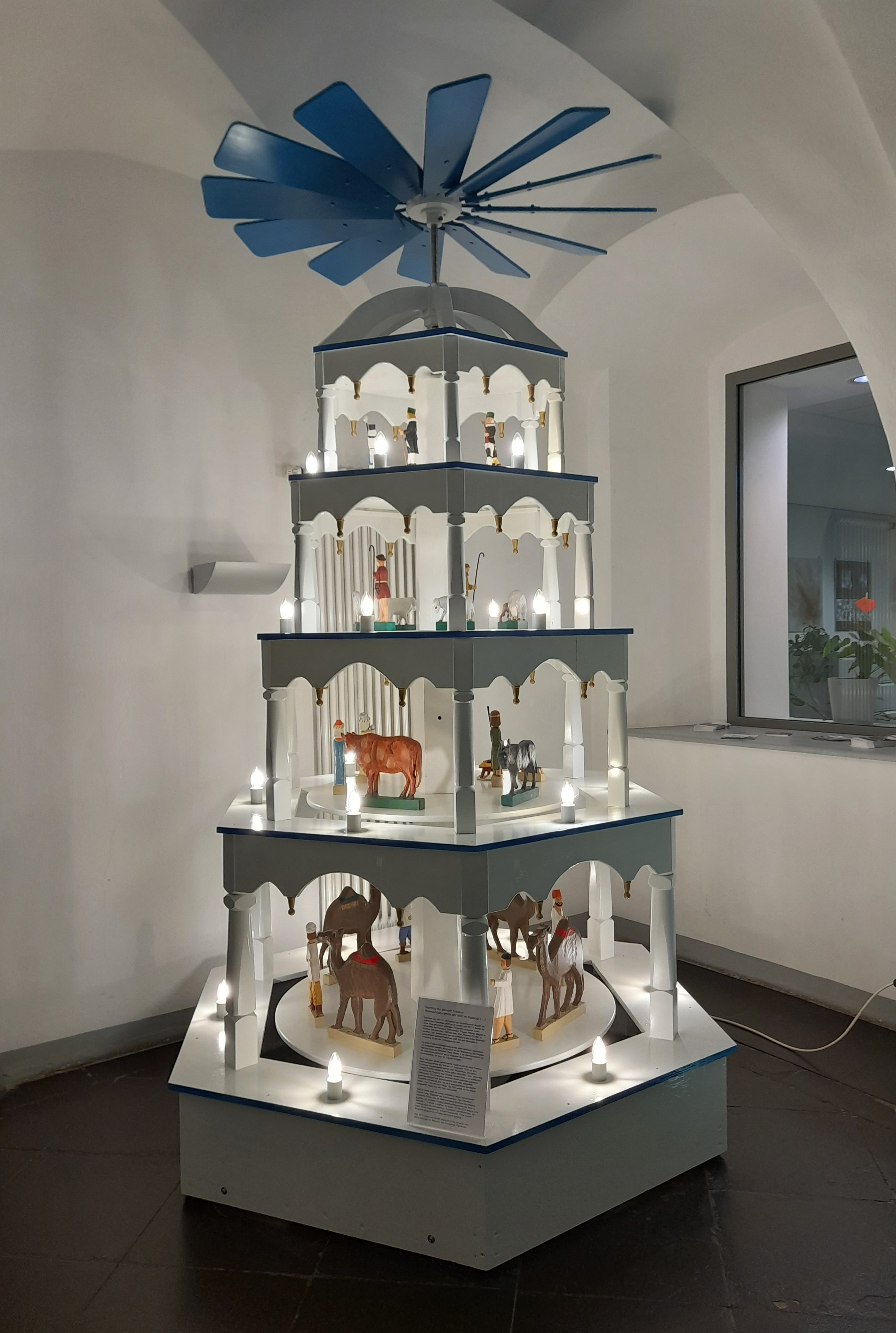
Replik der weltweit ersten Freiland-Pyramide von Frohnau im Rathaus Annaberg, Maßstab 1:2

Bis in die 1930er-Jahre waren Weihnachtspyramiden ausschließlich häuslicher Weihnachtsschmuck mit einem besonderen Platz in den Wohnstuben ihrer Besitzer. Überlieferungen zufolge hatte der letzte, im Ruhestand lebende Frohnauer Steiger Traugott Pollmer bereits 1926 die Idee, eine „Pyramide für alle“ im Freien aufzustellen. Für die Verwirklichung dieses Vorhabens sorgte nach Pollmers Tod 1928 der Schnitzverein Frohnau unter Mithilfe ortsansässiger Handwerker, darunter der Kunstschnitzer Paul Schneider, und des Gemeinderats. 1931 begann der Bau einer hölzernen Freilandpyramide durch den Stellmachermeister Oscar Weber und seinen Sohn Gerhard in seiner Werkstatt im Haus Sehmatalstraße 10 neben dem Frohnauer Hammer (heute Langs Erzgebirgshaus). Am 17. Dezember 1933 wurde sie feierlich eingeweiht und im Beisein vieler Einwohner, des Schulkinderchores und zweier Gesangsvereine an die Gemeinde übergeben. Sie gilt als erste erzgebirgische Ortspyramide und stand vor dem Frohnauer Gemeindeamt.
Die vieretagige Stockwerkspyramide war 4,75 Meter hoch und wurde elektrisch betrieben und beleuchtet. Sie war weiß und blau angemalt sowie an den Kanten bronziert. Bemalte Flachfiguren – aus Brettchen ausgesägte Figuren mit beschnitzten, gebrochenen Kanten – bildeten ihren Schmuck. Auf der unteren Etage drehten sich Kamele und Kameltreiber, auf der zweiten war Christi Geburt mit den Heiligen Drei Königen dargestellt. Auf der dritten Etage waren Hirten mit ihren Schafen und darüber Figuren des Bergbaus zu sehen. In der Krone drehten sich außerdem musizierende Engel.
Die Pyramide wurde bereits zwei Jahre nach ihrer Einweihung wieder abgebaut, was vermutlich den politischen Umständen geschuldet war. Der Vorsitzende des Schnitzvereins – im Berufsleben Ortspolizist – wurde versetzt. Zudem gab es Streit zwischen Anhängern der NSDAP und den überwiegend SPD-Sympathisanten im Verein, woraufhin die am Bau beteiligten Schnitzer ihre Figuren mit nach Hause genommen haben sollen. Die übrigen Teile wurden eingelagert. Über den Verbleib ist nichts bekannt.
Ab Mai 2012 begann eine Arbeitsgruppe aus Mitgliedern des Frohnauer Schnitzvereins „Paul Schneider“, regionalen Handwerken und unterstützt durch die Stadt Annaberg-Buchholz, die Arbeiten für einen Nachbau im verkleinerten Maßstab. Im September 2012 wurde der originalgetreue Nachbau zum Tag der Sachsen in Freiberg und 2013 zum Festtag in Schwarzenberg präsentiert. Jeweils in der Weihnachtszeit ist er im Annaberger Rathaus zu bewundern.
Auflistung weiterer ehemaliger und/oder nicht mehr existenter Ortspyramiden
| Abbildung                                                      | Ort                               | Standort                                                        | Aufstellzeitraum                          | Geschichte |
| -------------------------------------------------------------- | --------------------------------- | --------------------------------------------------------------- | ----------------------------------------- | --- |
|                                                                | Annaberg                          | Markt                                                           | 1969–1992                                 | Die erste Annaberger Marktpyramide von 1969 war eine etwa zwölf Meter hohe Stabpyramide, deren Figuren spiralförmig um die Welle zum Flügelrad angeordnet waren. Erbaut wurde sie von der Spezialschule Schnitzen Annaberg. Aufgrund starker Witterungsschäden wurde sie 1991 letztmals aufgebaut. |
|                                                                | Bermsgrün (Schwarzenberg/Erzgeb.) |                                                                 |                                           | Bereits um 1958 wurde von der Gemeinschaft Bermsgrüner Schnitzer unter der Leitung von Harry Schmidt eine vier Meter hohe Stabpyramide mit dem Thema „Leben im Erzgebirgsdorf“ im Freien aufgestellt. Das Besondere in der Gestaltung lag hierbei in der Wahl der Materialien für Gestell und Figuren, welche aus unbehandeltem Astmaterial bestanden. Es war die bis dahin einzige Astholzpyramide aus naturbelassenen Birkenstämmen. Zu Beginn der 1970er Jahre wurde dieses Modell von einer Fichtenastholzpyramide abgelöst, die mit Zapfen und Zweigen von Nadelgehölzen ausgestaltet war. Offenbar war aufgrund der geringeren Haltbarkeit solcher unbehandelten Materialien die Existenz auch dieser Pyramide begrenzt. 1980 war sie bereits nicht mehr vorhanden. |
|                                                                | Cunersdorf (Annaberg-Buchholz)    | 52° 27′ 21″ N, 13° 17′ 34″ O                                    | 1965–2000 in Cunersdorf 2012/13 in Berlin | Der Bau der vieretagigen, 3,5 Meter hohen Stockwerkspyramide mit insgesamt 20 Figuren erfolgte zwischen 1962 und 1964. Die Rahmenteile der Stockwerke wurden in Form von Stollenmundlöchern gestaltet und bestehen aus mit Lindenholzrinde verkleideten Brettern. In der untersten Etage sollte ursprünglich die Heilige Familie im Stall ihren Platz finden, was aber seinerzeit von lokalpolitischer Seite unerwünscht war. Stattdessen wurden Waldarbeiter platziert. Darüber kommen Bergleute und zuoberst dreht ein Schäfer mit Schafen seine Runden. In der Advents- und Weihnachtszeit im Jahr 2000 drehte sie sich zum letzten Mal in Cunersdorf, danach wurde sie eingelagert. Im Jahr 2004 entstand ein Kontakt zwischen Volker Krämer, Vorsitzender des örtlichen Schnitzvereins und Tina Peschel, wissenschaftliche Mitarbeiterin des Berliner Museums Europäischer Kulturen. Für das Museum wurde eine erzgebirgische Großpyramide gesucht, woraufhin Krämer die eingelagerte Cunersdorfer Pyramide anbot. Der Schnitzverein unterzog die Pyramide einer Generalüberholung, die entstandenen Kosten übernahm der Verein Freunde des Museums Europäischer Kulturen. Im Jahr 2011 erwarb das Museum die Pyramide käuflich. Sie wurde im Rahmen der Ausstellung Weihnachtspyramiden – Tradition und Moderne (2012/2013) erstmals in Berlin der Öffentlichkeit gezeigt. |
| Alte Ortspyramide                                              | Johanngeorgenstadt                | Käthe-Kollwitz-Straße 50° 26′ 9,46″ N, 12° 42′ 19,04″ O         | ca. 1965–1984                             | Vieretagige Pyramide, die bis zur Anschaffung der neuen Ortspyramide 1984 diese Funktion übernahm. Der ursprüngliche Standort war an der Eibenstocker Straße/Ecke Philipp-Müller-Straße. 1984 wurde sie in das Außengelände eines Betriebsferienheims in der Karl-Marx-Straße (heute Glockenklanger Straße) umgesetzt. Seit ca. 1995 hat die Pyramide ihren jetzigen Standort auf einem Privatgrundstück. |
| Pyramide 1969–2012                                             | Lauter (Lauter-Bernsbach)         | Marktplatz                                                      | 1969–2011                                 | Die Pyramide wurde 1969 von den örtlichen Tischlern Werner Süß, Günther Morgenstern und Reinhard Hähnel erbaut. Die Pyramide in Form eines Förderturmes war etwa 4,5 m hoch und stellte lokal ausgeübte Berufe dar. Sie wurde am 27. August 2011 beim Brand einer Lagerscheune der Stadtverwaltung Lauter vernichtet. |
|                                                                | Lößnitz                           | Markt                                                           | ?–1965                                    | Stabpyramide, 1965 bei einem Brand vernichtet. |
|                                                                | Pöhla (Schwarzenberg/Erzgeb.)     |                                                                 | 1957                                      | Von Otto Beier gefertigte Stockwerkspyramide, die nach 30 Jahren vom aktuellen Modell ersetzt wurde. |
| Ortspyramide Reitzenhain (alt)                                 | Reitzenhain (Marienberg)          | an der Wendeschleife 50° 33′ 27″ N, 13° 13′ 9″ O                | 1988–2018                                 | Pyramide mit vier Etagen. Auf der unteren Etage befanden sich Figuren mit dem Thema Weihnachten und Winter (u. a. ein Weihnachtsmann, ein Schneemann und ein Kind), eine Etage darüber standen Figuren mit ortsüblichen Tätigkeiten. Auf der dritten Etage befanden sich Bergmänner und Engel. Ganz oben drehten sich drei Olbernhauer Reiterlein. Nach der Sanierung der Reitzenhainer Ortspyramide im Jahr 2018 wurden das Flügelrad, die Welle und alle vorhandenen Figuren von der 1988 erbauten Ortspyramide an der Wendeschleife in die neue Ortspyramide am Standort vor dem Rathaus übernommen. Die Holzkonstruktion, der mit Holz verkleidete Stahlsockel und der Motor wurden neu gefertigt. |
| Ortspyramide Scharfenstein (alt)                               | Scharfenstein (Drebach)           | Bahnhofsstraße 50° 42′ 12″ N, 13° 3′ 23″ O                      | 1999–2021                                 | Die Pyramide war eine stilisierte Nachbildung der Burg Scharfenstein mit dem Motivtitel: Karl Stülpner „belagert“ Burg Scharfenstein, 12. bis 13. Oktober 1795. Auf dem unteren Drehteller befanden sich die Figuren von Karl Stülpner, des Herrn von Einsiedel, Grenadier vom Regiment Prinz Maximilian, Gerichtsdiener und Hofjäger. Auf dem oberen Drehteller im Turm befanden sich Figuren einer Bläsergruppe. Die Pyramide war ganzjährig aufgestellt. Nach einer Standzeit von über 20 Jahren begann die hölzerne Pyramide an einigen Stellen zu faulen. Da die Pyramide beim Abbau für die Generalreparatur im Jahr 2021 irreparabel zusammengebrochen war, bauten ortsansässige Firmen eine neue, haltbarere Pyramide aus verzinktem Stahl und glasfaserverstärktem Kunststoff. Die Figuren der alten Pyramide wurden in die neue Pyramide, welche eine stilisierte Nachbildung des Eingangsportals der Burg Scharfenstein ist, übernommen. Auf der Burg Scharfenstein befand sich eine weitere Außenpyramide, die laut Aussage einer Museumsmitarbeiterin im Jahr 2023 schon mehrere Jahre defekt ist und nicht mehr aufgestellt wird. |
| Ortspyramide Vorderschlößchen (ehemalige Schwibbogen-Pyramide) | Schlößchen (Amtsberg)             | Vorderschlößchen, vor dem Rittergut 50° 44′ 40″ N, 13° 2′ 18″ O | 1981–2023                                 | Schwibbogen mit Pyramidendrehwerk, baugleich zum Exemplar von Hinterschlößchen. Den stählernen Schwibbogen mit Silhouetten von zwei Bäumen fertigte ein Schmied aus Zschopau, die übrigen Arbeiten erledigten Ernst Hunger und Kollegen vom Rat des Kreises in Feierabendtätigkeit. Die ursprünglichen Figuren der Pyramide sind allesamt lokale Originale von Vorderschlößchen, darunter Marga Gründig, die gute Seele vom Dorfkonsum, Karl Epperlein mit Ziehharmonika, Schafscherer Otto Vogel und Minibauer Heinz Gottschalk mit Pferdefuhrwerk. Da selbst ältere Einwohner die Hintergründe zu den Figuren mitunter nur aus Erzählungen kennen, wünschte man sich neue Figuren. Die Entwürfe dazu waren im Frühjahr 2016 bereits fertig, wurden jedoch nicht ausgeführt. Der bisherige Aufstellort konnte aufgrund eines Bauvorhabens ab der Weihnachtszeit 2016/17 nicht mehr genutzt werden. Da das Lindenholz für die Figuren bereits angeschafft war, wurde kurzerhand der Schwibbogen mit Pyramide in Hinterschlößchen überarbeitet und mit neuen Figuren der Geburt Christi versehen. Die ursprünglichen Figuren von Hinterschlößchen (Engel, Nussknacker, Bergmann und Räuchermännchen) waren um 2019 auf der Schwibbogen-Pyramide von Vorderschlößchen zu finden. Zwei Jahre später befanden sich auf dem Drehteller in Vorderschlößchen ein Weihnachtsmann, zwei Kinder, ein Hund und ein Schlitten. Mit der Einweihung der neuen Ortspyramide von Vorderschlößchen im Advent 2023, auf welcher u. a. die ursprünglichen Figuren der beiden Schwibbogen-Pyramiden von Schlößchen (lokale Originale, Engel, Nussknacker, Bergmann und Räuchermännchen) Platz fanden, erhielt das Pyramidendrehwerk von Hinterschlößchen den Drehteller samt aktueller Figuren (Weihnachtsmann, zwei Kinder, Hund, Schlitten) des ehemaligen Pyramidendrehwerks von Vorderschlößchen. |
|                                                                | Stollberg/Erzgeb.                 | Rathaus                                                         | 1936–?                                    | Nach Forschungen des Volkskundlers Claus Leichsenring stand seit dem 1. Advent 1936 vor der Eingangstreppe zum Rathaus eine etwa vier Meter hohe Freilandpyramide. Die dreietagige Pyramide hatte eine sechseckige Grundform, eingefügte Blenden auf Höhe der Drehteller mit dahinterliegender, indirekter Beleuchtung sowie ein schindelgedecktes Dach. Über ihren Verbleib ist jedoch nichts bekannt. Zu den geschnitzten Darstellungen zählte eine Erzgebirgskrippe mit Bergleuten sowie typisch erzgebirgischen Figuren. Geschaffen wurden sie vom aus Oberschlesien stammenden Max Konczak. |